# Maurice Denis
Pour l'homme politique belge, voir Maurice Denis (homme politique).
Pour les articles homonymes, voir Denis.

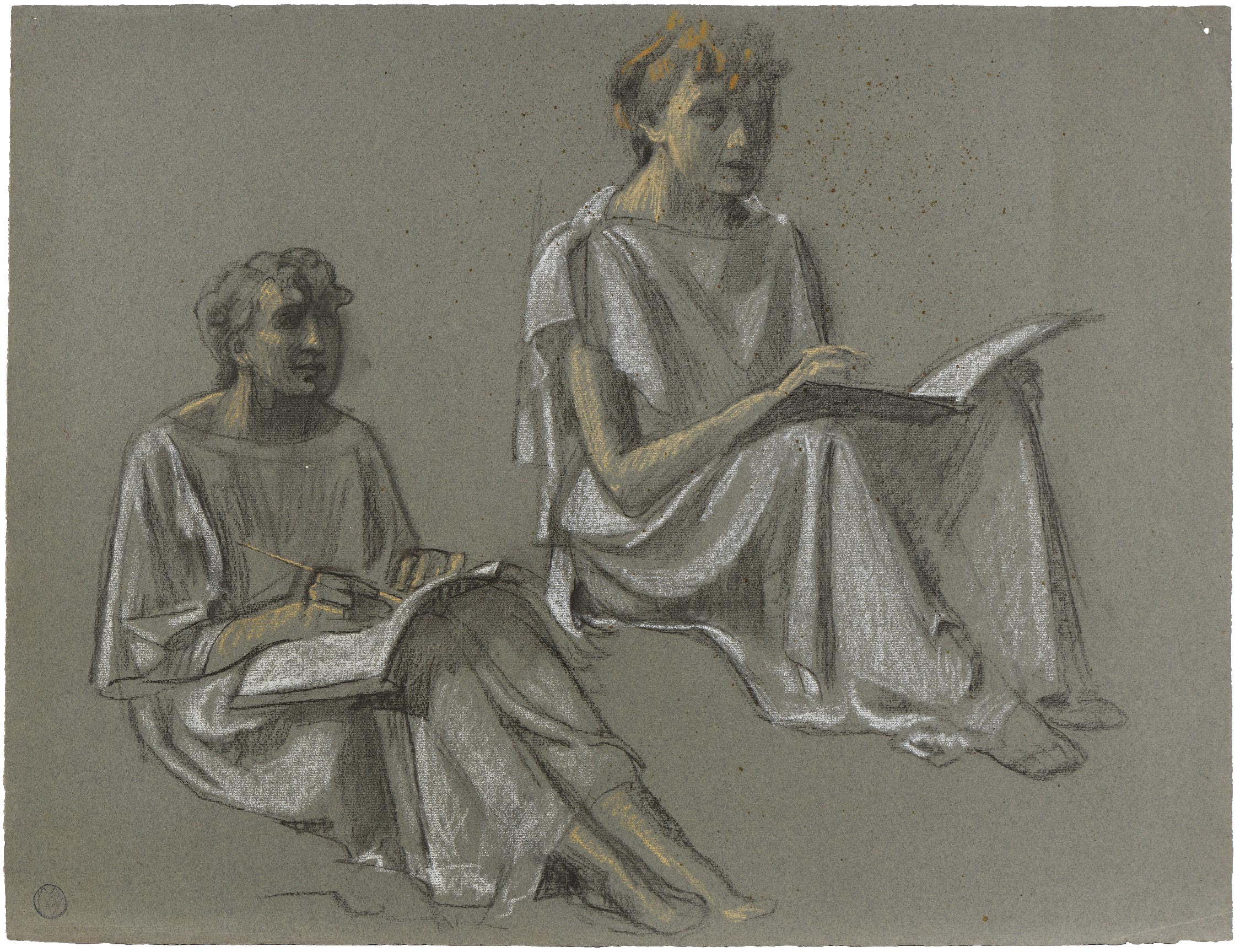

Maurice Denis, né le 25 novembre 1870 à Granville (Manche) et mort le 13 novembre 1943 à Paris (14e arrondissement), est un peintre français du groupe des Nabis, également décorateur, graveur, théoricien et historien de l'art.

## Biographie
Maurice Denis naît le 25 novembre 1870 au 136, rue Couraye à Granville dans le département de la Manche en Normandie. Son père, Constant Eugène Denis (1834-1911), est employé aux Chemins de fer et sa mère, Hortense Aglaé Adde (1840-1914), est modiste. Après des études au lycée Condorcet à Paris où il rencontre Édouard Vuillard, Paul Sérusier et Ker-Xavier Roussel, Maurice Denis se forme en fréquentant le musée du Louvre où les œuvres de Fra Angelico déterminent sa vocation de peintre chrétien, marquée ensuite par la découverte de Pierre Puvis de Chavannes. Il étudie simultanément à l’École des beaux-arts et à l’Académie Julian en 1888, mais il quitte rapidement la première, la jugeant trop académique.

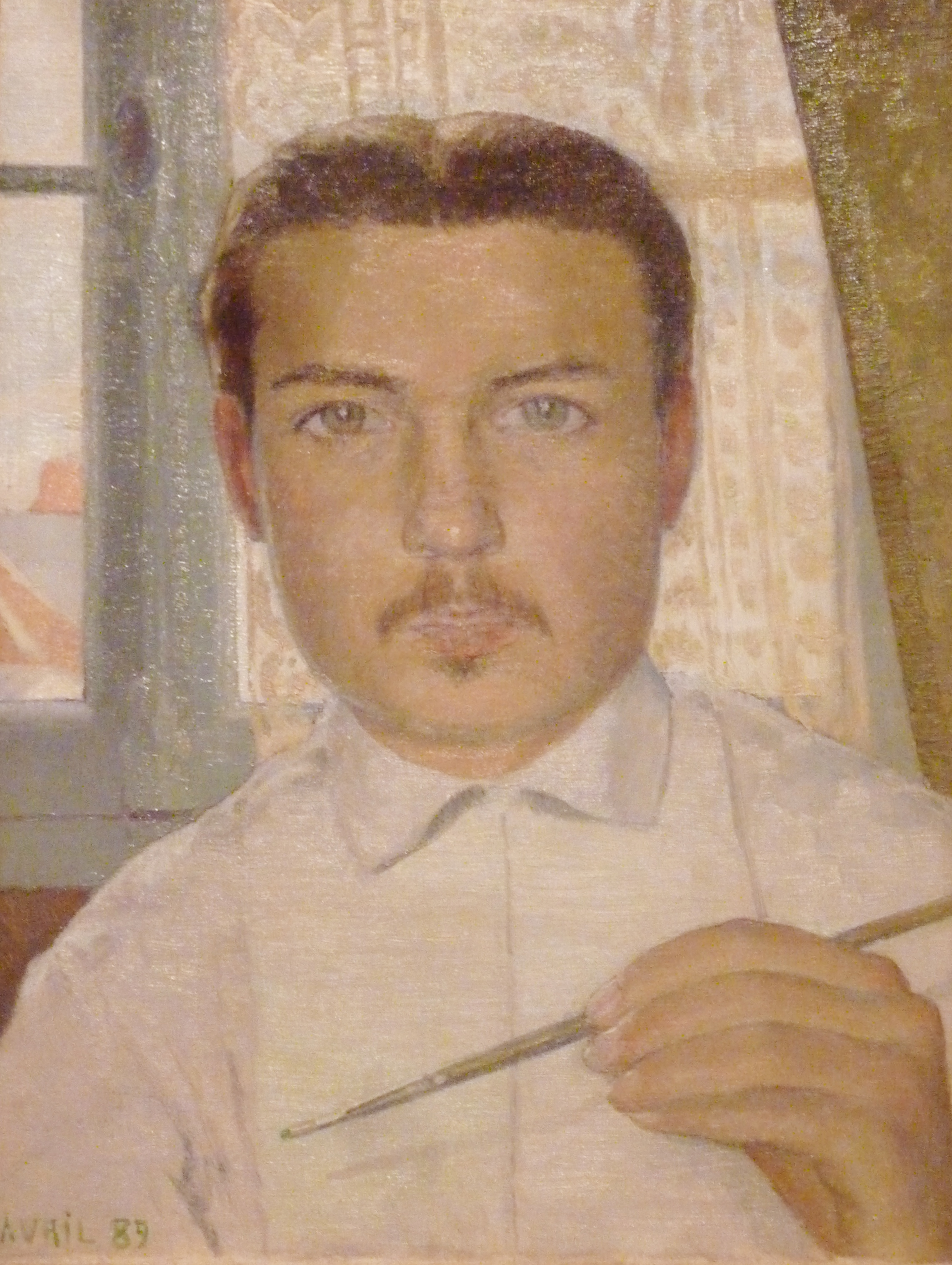
Maurice Denis, Portrait de l'artiste à l'âge de 18 ans (1889), huile sur toile, Saint-Germain-en-Laye, musée départemental Maurice-Denis.

Il rencontre cette même année Paul Sérusier qui lui offre son tableau, Le Talisman (Paris, musée d'Orsay), peint sous la directive de Paul Gauguin. Il fonde avec ce dernier le groupe des Nabis et en devient le théoricien. Détachés ou non du christianisme, les Nabis cherchent des voies spirituelles au contact de philosophies et de doctrines teintées d’Orient, d’orphisme et d’ésotérisme. En 1892, au Salon des indépendants, il présente un tableau énigmatique, Mystère (Matin) de Pâques, signé en bas à droite du monogramme « Maud » qui ajoute encore au mystère de l’œuvre.
Denis découvre la peinture de Paul Gauguin, dont l’influence sera déterminante pour la suite de son œuvre, lors de l’Exposition universelle de 1889. Il acquiert d’ailleurs l’une de ses peintures en 1903, l’Autoportrait au Christ jaune (Paris, musée d'Orsay).
Il a, entre-temps, rencontré Marthe Meurier en 1890. Elle sera d'abord son modèle pour de nombreux tableaux, puis son épouse un an plus tard. Ils ont plusieurs enfants, dont la poétesse Anne-Marie Poncet-Denis et l'artiste Madeleine Dinès (1906-1996) qui est la seule de ses neuf enfants à embrasser une carrière de peintre.
Il définit dans un article de la revue Art et Critique ce qu'il appelle le « néo-traditionnisme », dans sa phrase restée célèbre comme la profession de foi de l'esthétique nabie, souvent interprétée comme une intuition de ce que sera l’abstraction : « Se rappeler qu’un tableau, avant d’être un cheval de bataille, une femme nue ou une quelconque anecdote, est essentiellement une surface plane recouverte de couleurs en un certain ordre assemblées. » Au-delà de l'œuvre de Denis, cette phrase restera comme l'une des premières définitions de l'art moderne libérant la peinture de la représentation mimétique, à l'aspect iconographique.
À partir de 1890, il revient à un art plus décoratif, peignant de grands panneaux pour les habitations de plusieurs mécènes, dont la maison « Les Capucins » du financier, amateur d'art et collectionneur Gabriel Thomas à Meudon.
En 1891, il fait la connaissance du peintre et collectionneur Henry Lerolle qui lui achète un premier tableau, lui commande un plafond, et le reçoit chez lui. Le jeune peintre rencontre chez lui le musicien Ernest Chausson qui lui commande à son tour trois plafonds pour son hôtel particulier parisien du boulevard de Courcelles, le collectionneur Arthur Fontaine, et Denys Cochin qui lui commande La Légende de saint Hubert. Henry Lerolle le présente au galeriste Paul Durand-Ruel, le jeune artiste nabi est lancé. Il entreprend une correspondance avec Jacques-Émile Blanche.
Il achève La Légende de saint Hubert sur sept panneaux, en 1897. Mais, dès 1892, Maurice Denis a abandonné l'iconographie traditionnelle pour une autre plus personnelle, fortement inspirée par la poésie symboliste et la poésie épique du Moyen Âge. Il introduit l’image de la femme dans des jardins paradisiaques dans lesquels les nuances et la suavité des tons viennent révéler l’atmosphère rêveuse des lieux. Il prend souvent sa femme Marthe pour modèle féminin dans ses tableaux.
Il découvre l’Italie, sa patrie de cœur, en compagnie de sa femme et d'Ernest Chausson, chez qui il loge à Fiesole, dans la villa Papiniano, sur les hauteurs de Florence. Il y peint une série de paysages au cours de dix voyages. Son style évolue progressivement, le peintre introduit un certain modelé, retrouvant une tradition classique de perspective du décor dans, par exemple, Le Paysage aux Arbres Verts ou Les Hêtres de Kerduel de 1893, Un paysage de printemps de 1897.
À partir de 1898, il aborde le thème des Baigneuses au cours de plusieurs séjours à Perros-Guirec en Bretagne où il achète la villa Silencio. Dans la décennie 1900, il fait partie, avec Lucien Simon, Edmond Aman-Jean, André Dauchez, George Desvallières, Charles Cottet d'un groupe de jeunes peintres surnommé « Bande noire » par les critiques d'art car ils rejettent les coloris clairs des impressionnistes. En 1906, il voyage avec Ker-Xavier Roussel en Provence et sur la côte, où la lumière des bords de mer lui permet d’exalter les couleurs et de souligner la violence qui émane souvent de ces légendes
En 1897, Denis rencontre le graveur Jacques Beltrand. Les deux hommes se lient d'amitié et Beltrand devient, secondé par ses frères Camille et Georges, l'interprète exclusif du peintre, gravant pour lui nombre de ses œuvres sur bois. Jusqu'à la mort de Denis, ce sont un total de 23 livres qui seront illustrés.
En 1903, Maurice Denis rend visite à son ami le peintre Jan Verkade, devenu moine à l'abbaye de Beuron, et découvre l'art de l'école de Beuron. Cette découverte l'intéresse, et le conduit à préfacer en 1905 la traduction française du livre de Desiderius Lenz, chef de file de cet école, traduit en français par Paul Sérusier.

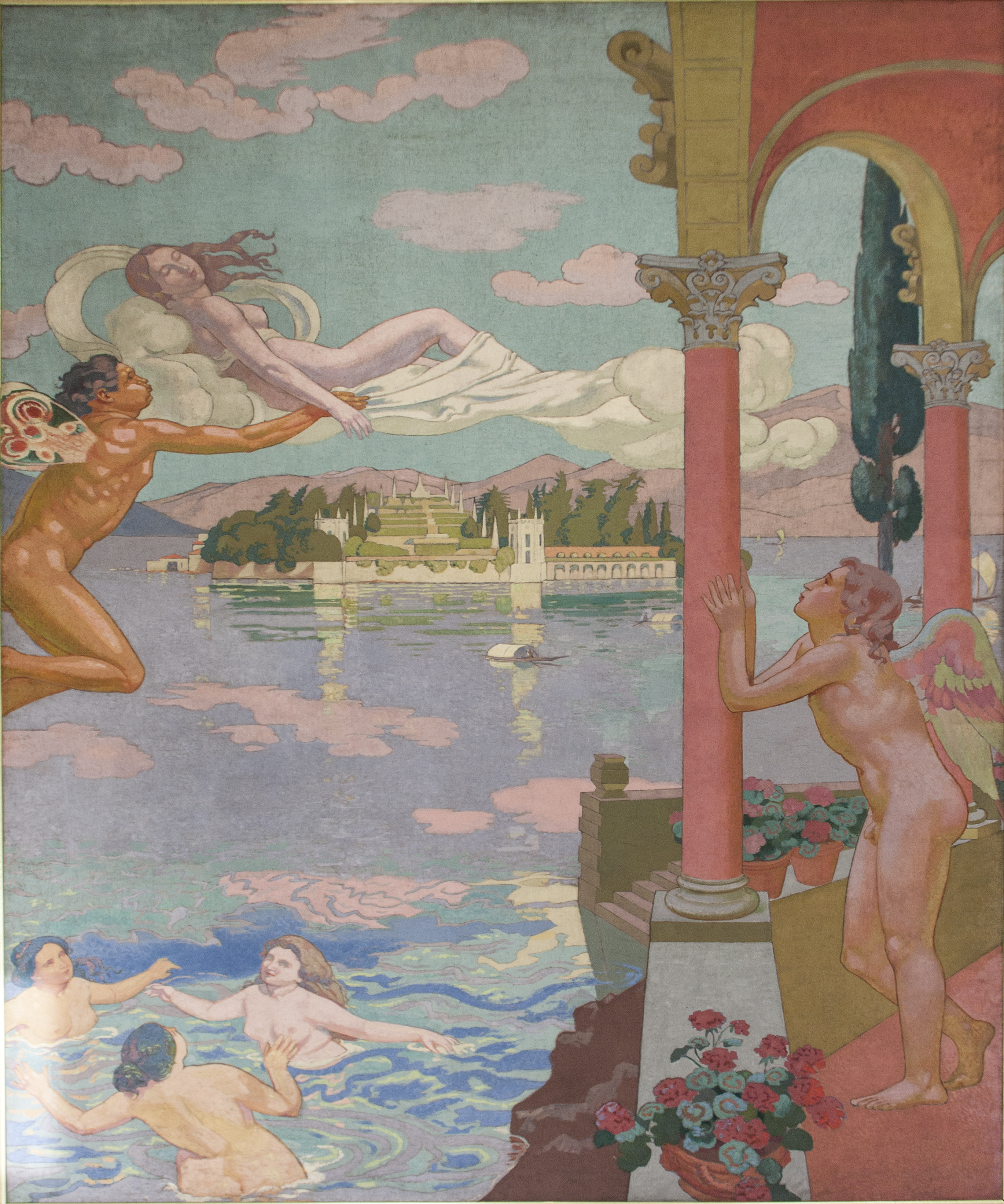
Zéphyr transporte Psyché sur l'île du bonheur (1908), Moscou, palais Morozov.

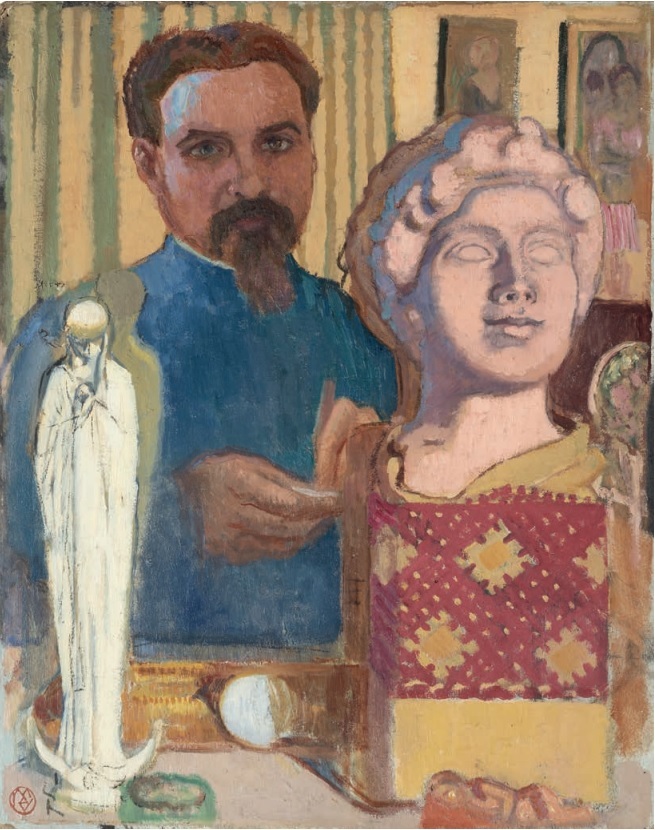
Maurice Denis, Autoportrait au buste de Maillol (Buste de Marthe Denis), vers 1908.

En 1907, Maurice Denis commence à travailler sur un important projet décoratif pour le mécène russe Ivan Morozov, qui avait été l'un des principaux mécènes de Claude Monet et Auguste Renoir, et qui possédait le tableau Terrasse du café le soir de Vincent van Gogh. Il crée un grand panneau mural, L'Histoire de Psyché, pour la salle de musique du palais Morozov à Moscou, et ajoutera ensuite quelques panneaux supplémentaires. Ses honoraires pour ce projet lui permettront d'acheter sa maison en bord de mer en Bretagne.

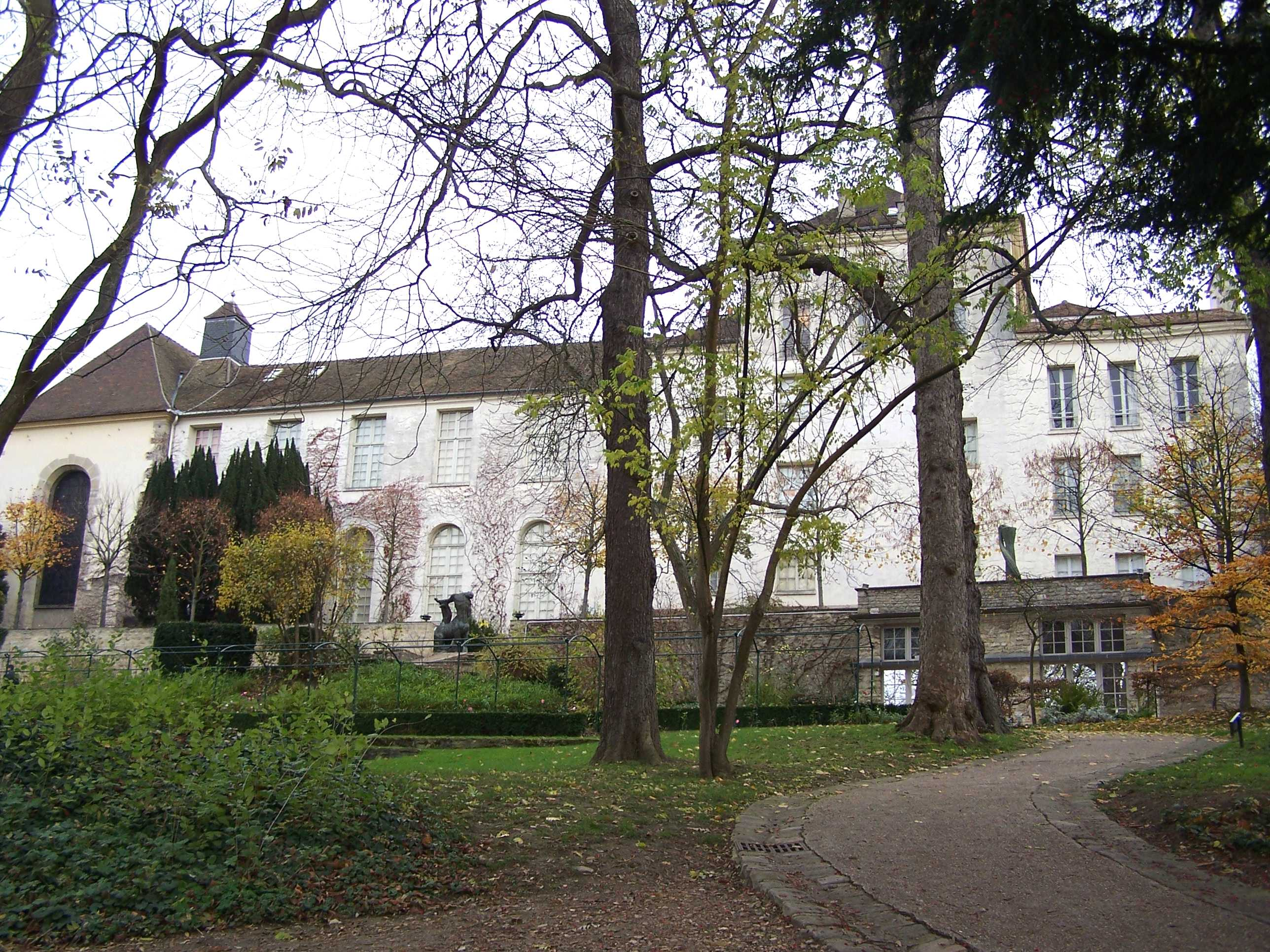
Le prieuré à Saint-Germain-en-Laye, propriété de Maurice Denis, aujourd'hui musée départemental Maurice-Denis.

Maurice Denis réside une grande partie de sa vie à Saint-Germain-en-Laye, il utilise les locaux d’un vieil hôpital appartenant à la paroisse. Il y construit un atelier en 1912, et devient propriétaire des lieux, qu’il renomme le « Prieuré », à partir de 1914. Son succès est alors international, il est au sommet de sa notoriété.

### Entre les deux guerres
La Première Guerre mondiale et la mort de sa femme, le 22 août 1919, après de nombreuses années de maladie, renforcent son action pour un art chrétien. Il se consacre alors à la décoration de la chapelle de son prieuré par des peintures murales, la conception des vitraux, du mobilier, sur le thème de sainte Marthe. Bien qu'inachevée, elle est inaugurée le 25 mars 1922. Elle servira à plusieurs reprises pour des cérémonies religieuses, le peintre y mariera plusieurs de ses enfants. Il épouse en secondes noces, cette même année, Élisabeth Graterolle. De ce deuxième lit est issu son dernier fils, lui-même père du plasticien Romain Denis.

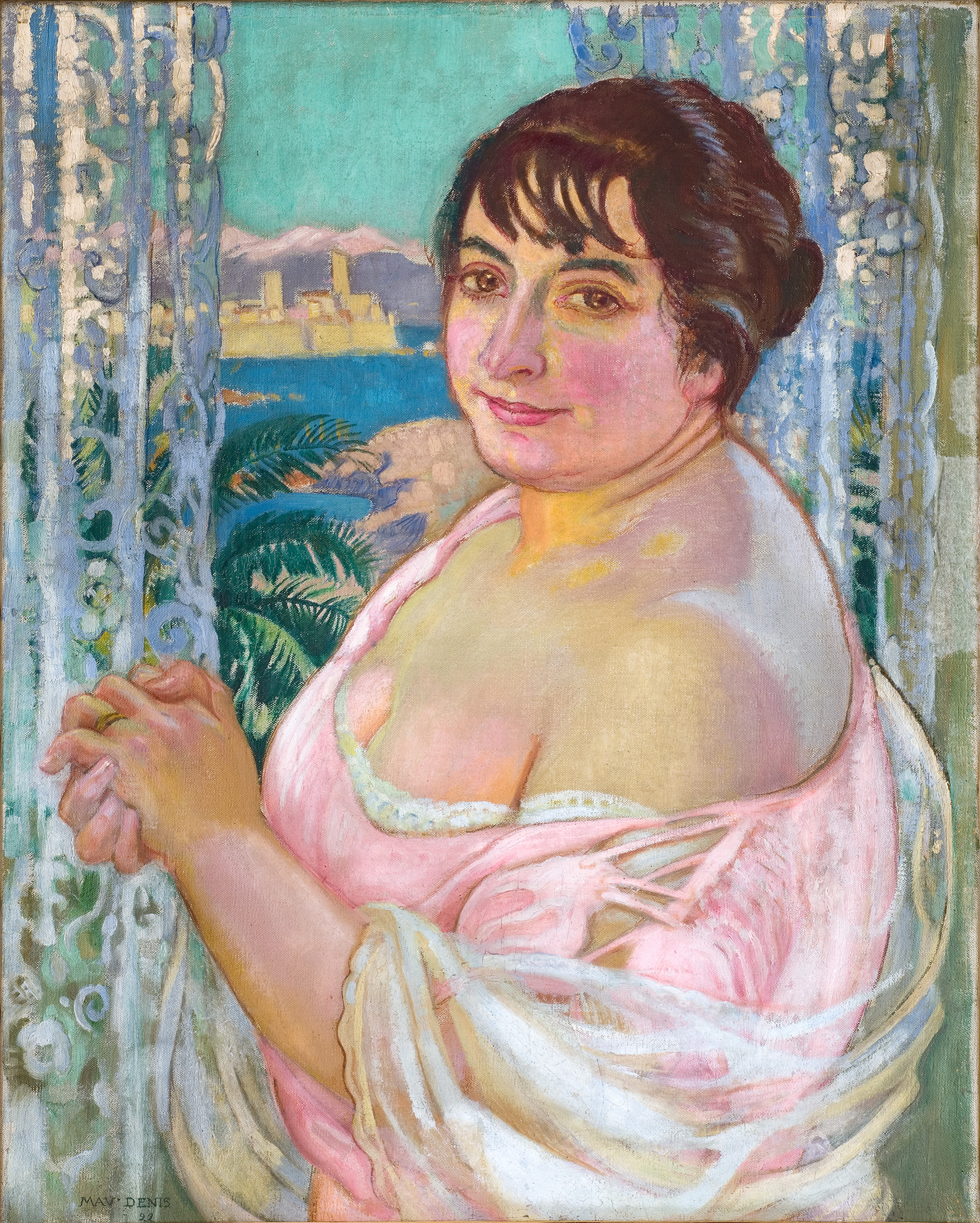
Maurice Denis, Portrait d'Élisabeth Denis (1922). Huile sur toile, Montpellier, musée Fabre.

Il enseigne à l’Académie Ranson à Paris, de 1908 à 1921. Il fonde en 1919 les Ateliers d'art sacré avec George Desvallières, et forme toute une génération de jeunes peintres, côtoie le peintre fauviste Victor Dupont. Sa reconnaissance officielle atteint son apogée après la fin de la Première Guerre mondiale, plusieurs expositions rétrospectives lui sont consacrées (Biennale de Venise en 1922, pavillon de Marsan à Paris en 1924).

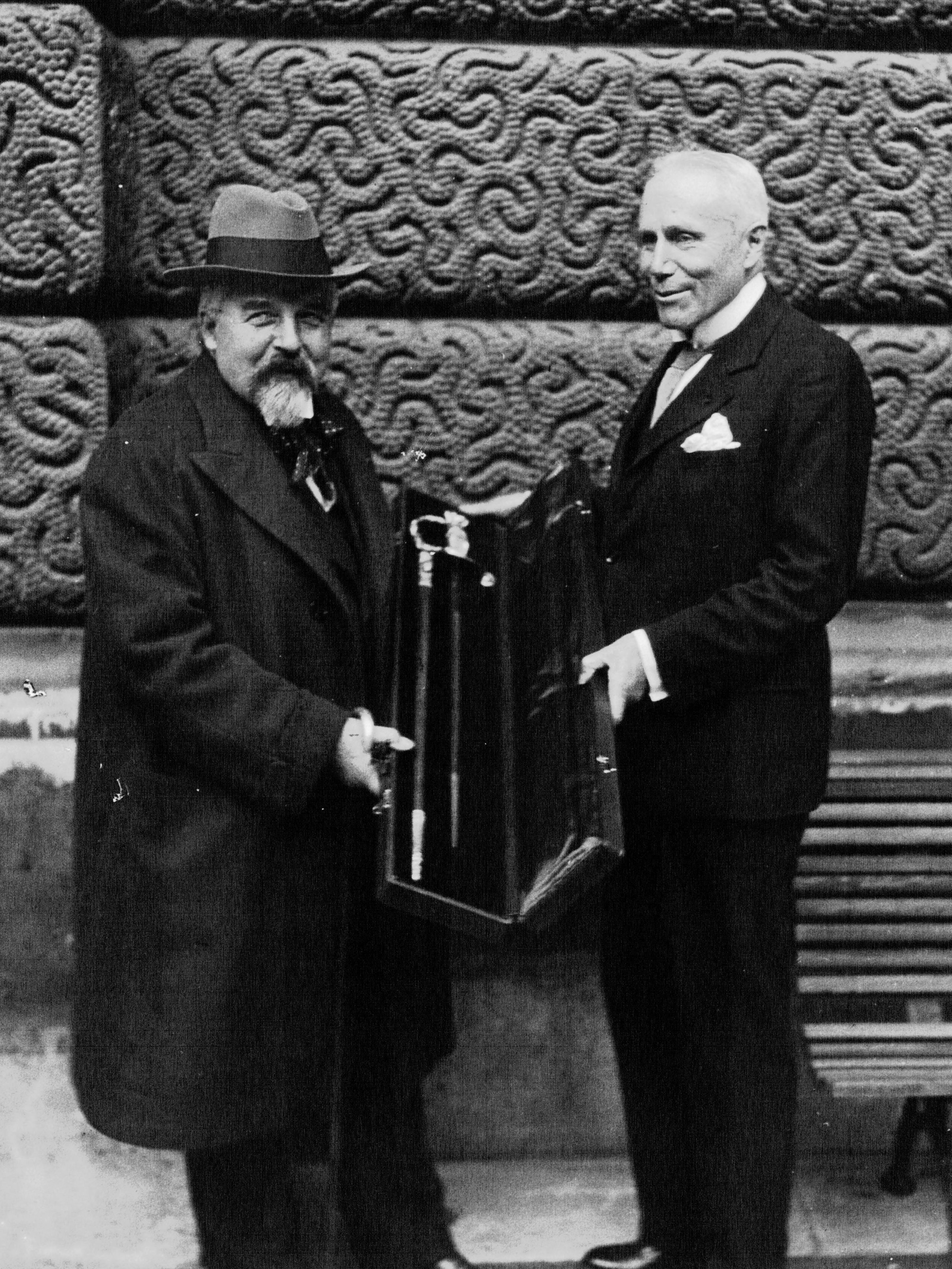
Maurice Denis recevant son épée d'académicien des mains de Paul Jamot en 1932.

Il est soutenu par plusieurs mécènes et Étienne Moreau-Nélaton acquiert l’une de ses œuvres, Amour, Foi, Espérance (1916) que ce dernier donne au musée du Louvre en 1919 pour commémorer le décès de son fils, mort pour la France en 1918. Catholique, membre du Tiers-Ordre dominicain, tout en s'estimant proche de l'esprit franciscain, il interprète des thèmes empreints de tendresse. Politiquement, Maurice Denis est un temps proche de l'Action française, mouvement royaliste, qu'il quitte après la condamnation du mouvement par Rome.

### Pendant la seconde guerre mondiale
En 1940, Maurice Denis est anxieux et vit douloureusement la présence allemande. Dans son Journal de la  fin 1941, il critique, discrètement mais clairement, l'armistice et le rôle du maréchal Pétain. Les nouvelles autorités le nomment, sans lui demander son avis, « président du Comité d'organisation professionnelle des Arts graphiques et plastiques » ; il se récuse et ajoute préférer « le régime des libertés » et « la liberté des organisations artistiques ». La municipalité de Saint-Germain-en-Laye lui passe alors une commande pour décorer la salle des mariages. Une esquisse est réalisée mais l'œuvre ne voit pas le jour.
Après avoir été renversé par un camion boulevard Saint-Michel, Maurice Denis meurt à l'Hôpital Cochin à Paris (14e arrondissement) le 13 novembre 1943. Ses obsèques catholiques se déroulent le 19 novembre 1943 à l'église Saint-Germain de Saint-Germain-en-Laye, en présence de nombreuses personnes.
Sa tombe se trouve dans le cimetière ancien de Saint-Germain-en-Laye. Une rue de cette ville, où se trouve le musée du Prieuré, porte le nom de Maurice Denis, ainsi que dans le 12e arrondissement de Paris.

## Œuvres

### Œuvre décorative
« Des murs, des murs à décorer », tel est le mot d’ordre dans les ateliers à la fin du XIXe siècle, reposant sur les commandes publiques. À partir de 1900, celles-ci affluent. Ce que Denis appelle « la vie des échafaudages[réf. nécessaire] » ne cessera plus.

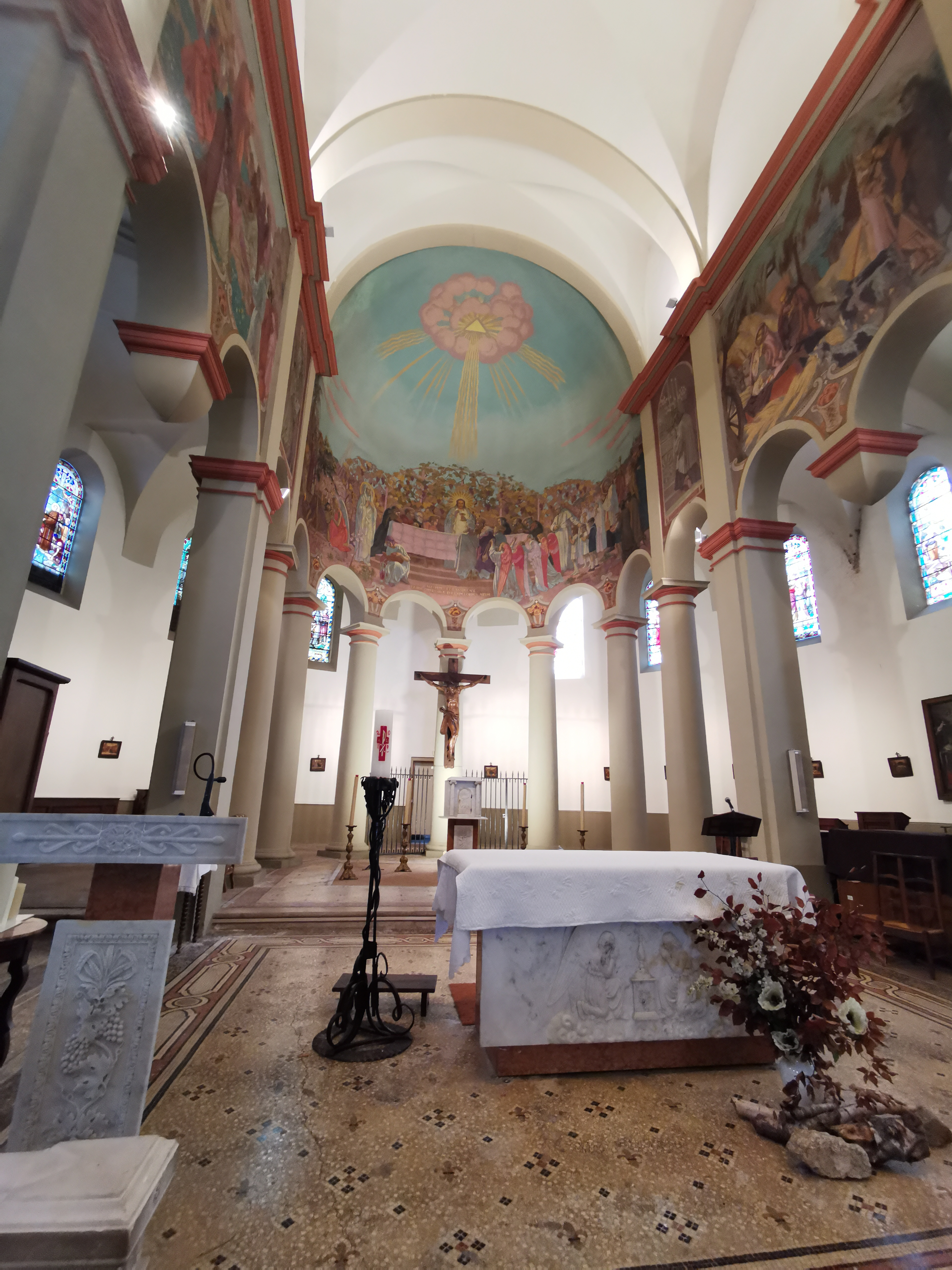
L'église Saint-Martin à Vienne (Isère).

- 1903 : Le Vésinet, église Sainte-Marguerite : chapelles de la Vierge et du Sacré-Cœur (endommagée lors d'un incendie en août 2009, aujourd'hui restaurée), déambulatoire.
- 1912-1913 : Paris, théâtre des Champs-Élysées, coupole (et exèdre, aujourd’hui disparue) : Histoire de la musique, L'Orchestique grecque, L'Opéra, La Symphonie, Le Drame lyrique, panneaux décoratifs séparés par des tondi illustrant Le Chœur, L'Orchestre, La Sonate et L'Orgue. Les toiles sont réalisées dans son atelier de Saint-Germain que Perret vient de construire pour l’occasion.
- 1915-1916 : Limoges, musée des beaux-arts : Les Béatitudes.
- 1915-1925 : Genève, église Saint-Paul : direction du programme décoratif, peinture de l'abside (Conversion de saint Paul, 1916), cartons de vitraux et de mosaïques[12].
- 1915-1922 : Saint-Germain-en-Laye, chapelle du prieuré : décors.
- 1920 : Gagny, église Saint-Germain : La Bataille de la Marne.
- 1922-1927 : Le Raincy , église Notre-Dame-de-la-Consolation (due aux frères Perret) : Vie de Marie, la traduction des maquettes en vitrail fut confiée à Marguerite Huré, collaboratrice des Ateliers d’art sacré.
- 1923 : Quimper, cathédrale Saint-Corentin : fresque.
- 1923-1927 : Vincennes, église Saint-Louis : Les Béatitudes et La Glorification de Saint-Louis.
- 1925-1926 : Reims, église Saint-Nicaise : peinture des chapelles latérales L'Annonciation et La Sainte Famille.
- 1925 : Paris, Petit Palais, coupole Dutuit : Histoire de l’art français.
- 1928 : Genève, escalier du centre William-Rappard : La Dignité du travail.
- 1930 : Rouen, chapelle des Franciscaines : fresque.
- 1931 : Épinay-sur-Seine, église Notre-Dame-des-Missions, dans le quartier du Cygne d'Enghien : Saint Pierre et saint Paul évangélisateurs.
- 1933-1936 : Saint-Étienne, hôpital de La Charité : la salle d’administration est décorée de trois toiles marouflées sur les murs, classées en 1984. Elles représentent chacune trois lieux de convalescence[13].
- 1933, 1939 : Vienne (Isère), église Saint-Martin[14]
- 1934 : Paris, église du Saint-Esprit : La Pentecôte.
- 1934 : Reims, baptistère de l’église Saint-Nicaise : La Source de vie.
- 1937 : Paris, palais de Chaillot, galerie latérale : La Musique sacrée et la Musique profane.
- 1937 : Paris, hall du lycée Claude-Bernard : La Culture française classique.
- 1938 : Genève, palais des Nations, salle d’assemblée.
- 1938 : Lapoutroie, église paroissiale : Quatre Scènes de la vie de sainte Odile.
- 1941 : Thonon-les-Bains, abside de la chapelle du pensionnat du Sacré-Cœur : Évocation de Marie médiatrice.
- 1943 : Thonon-les-Bains, basilique Saint-François-de-Sales : Chemin de croix.
- [Quand ?] : Paris, 22, boulevard de Courcelles : décoration de l'hôtel particulier du compositeur Ernest Chausson avec Odilon Redon.

### Œuvres dans les collections publiques

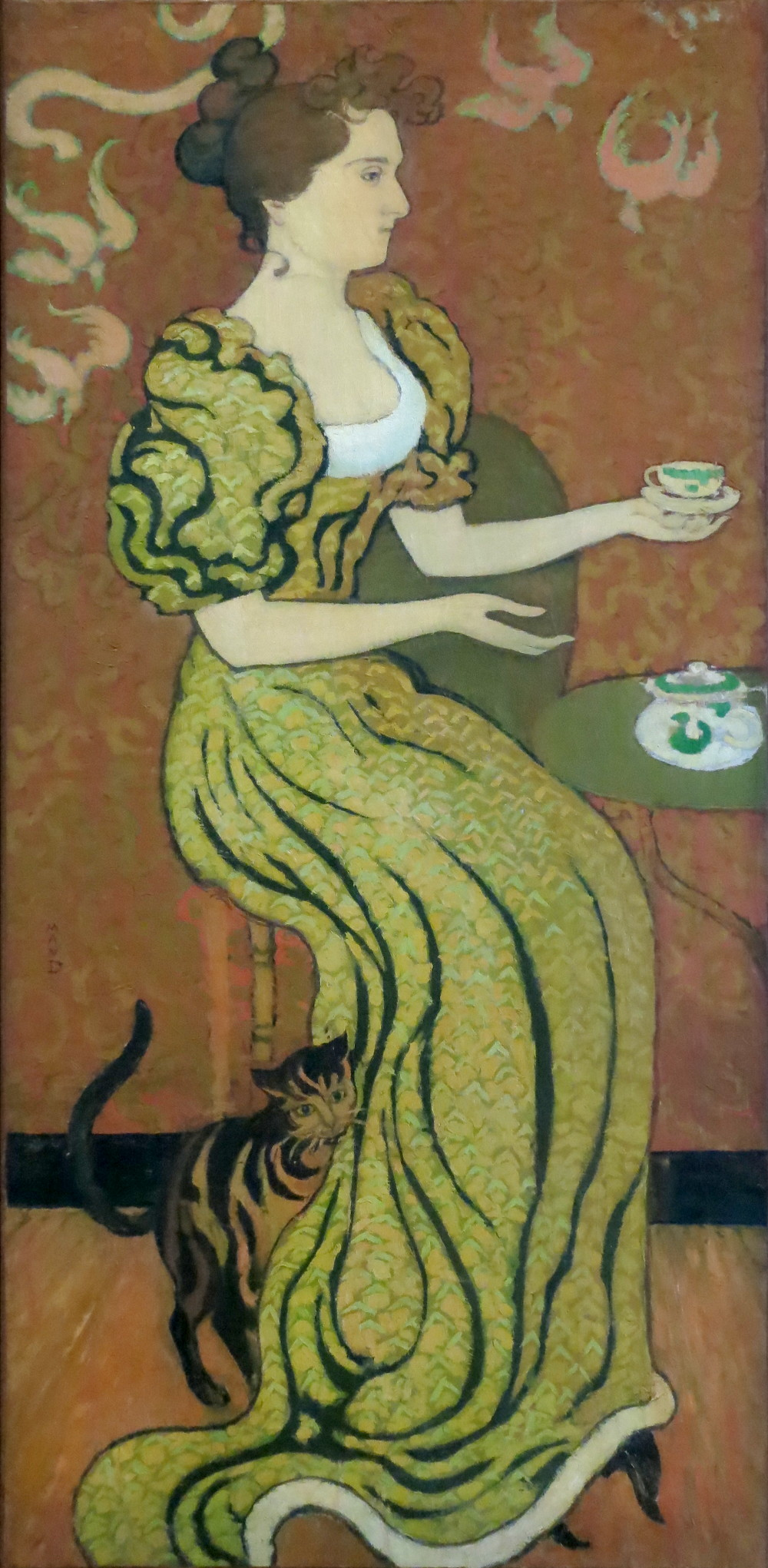
Madame Ranson au chat (1892), huile sur toile,, Saint-Germain-en-Laye, musée Maurice Denis.

#### Algérie
- Alger, musée national des Beaux-Arts : La Vallée de josaphat.

#### Allemagne
- Berlin, Alte Nationalgalerie : Eurydice, vers 1903-1904, huile sur toile, 75,5 × 116,8 cm.
- Munich, Neue Pinakothek : Déesse galloise des troupeaux, 1905, huile sur carton, 80 × 68 cm. Il s’agit de la déesse Épona, titre souvent donné au tableau.

#### France

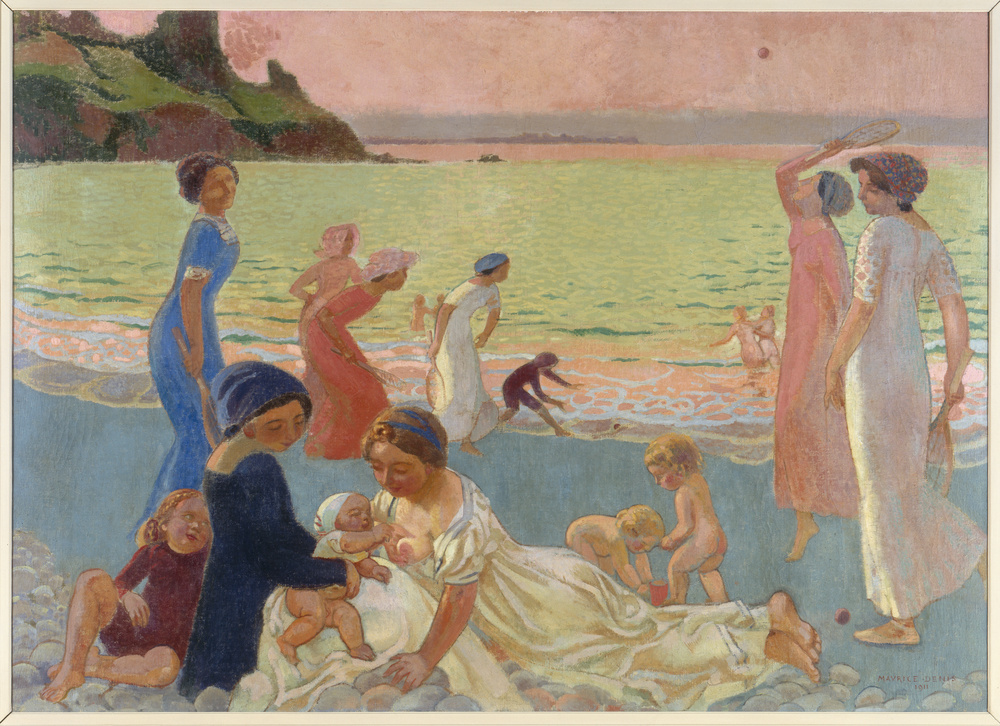
Soir de septembre, 1911, musée d'Arts de Nantes, Nantes.

- Aix-en-Provence, musée Granet : La Visite à Cézanne, huile sur toile.
- Albi, musée Toulouse-Lautrec : Saint-François-du-Désert, 1907, huile sur toile.
- Amiens, musée de Picardie : Les Parisiens au bord de la mer, 1899, 97,3 × 124,6 cm
- Bagnols-sur-Cèze, musée Albert-André : La Famille de l'artiste au Pouldu, 1899, huile sur toile.
- Beauvais, MUDO - Musée de l'Oise : L'Âge d'or, 1912, huiles sur toiles collées sur contreplaqués.
- Boulogne-Billancourt, musée Paul-Landowski : Le baptême du Christ, 1922, huile sur toile[15].
- Brest, musée des Beaux-Arts :
  - Esquisse pour Orphée aux jacinthes, vers 1905, huile sur carton, 26 × 40,6 cm[16] ;
  - Soir de septembre : la plage de Trestignel, 1911, huile sur toile, 65 × 94 cm[17] ;
  - Le Christ apparaissant aux apôtres, 1917, huile sur toile, 79,2 × 62,4 cm[18]
  - Scènes de jardin, 1920, carton, 36,6 × 49,5 cm[19] ;
  - Malon et les hortensias, 1920, carton, 36,5 × 49,3 cm[20] ;
  - La Fontaine du Folgoët, 1926, huile sur toile, 44,5 × 66,2 cm[21] ;
  - Le Port de Brest, 1932, huile sur toile, 42 × 61 cm[22].
- Caen, musée des Beaux-Arts : Au Balcon à Venise, v. 1907, huile sur toile, 45,1 × 70,8 cm/
- Dijon, musée des Beaux-Arts : Triptyque pour l'illustration de Pétrarque, v. 1934, huile sur carton, 35 × 25 cm.
- Évreux, musée d'Évreux : La Communion dans la chapelle de la Vierge, cathédrale d'Evreux, vers 1900, huile sur carton, 50 × 36,5 cm.
- Granville, musée du Vieux Granville : Le Magnificat, huile sur toile.
- Gray, musée Baron-Martin : Maternité au cyprès, 1898, estampe.
- Limoges, musée des Beaux-Arts : Les Béatitudes, 1915-1916, série de huit huiles sur toile.
- Montpellier, musée Fabre : 
  - Autoportrait, 1919[23] ;
  - Portrait d'Élisabeth Denis, 1922[24].
- Nice, musée national du Sport :
  - Joueuses des tennis, vers 1913, huile sur toile, partie d'un ensemble intitulé L'Histoire de Nausicaa ;
  - Joueuses des tennis, vers 1913, huile sur toile, partie d'un ensemble intitulé L'Histoire de Nausicaa.
- Nantes, musée d'Arts de Nantes : Soir de septembre, 1911, huile sur toile, 130 × 180 cm[25].

- Orléans, musée des Beaux-Arts : 

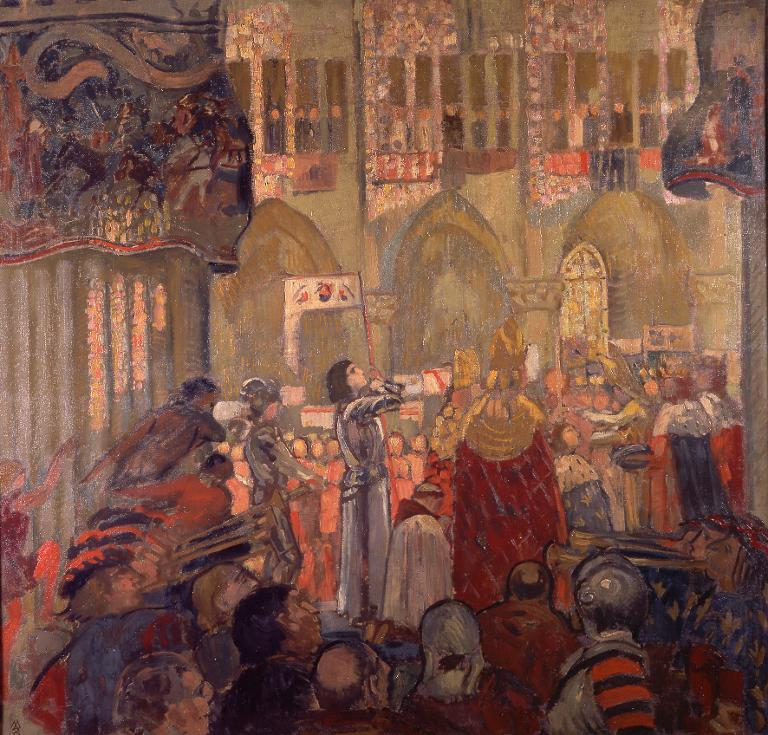
Jeanne d'Arc au sacre de Charles VII, au musée des Beaux-Arts d'Orléans.

  - Jeanne d’Arc au sacre de Charles VII, première esquisse peinte, 1909, huile sur papier , 52 × 65 cm[26].                               
  - Deux femmes drapées debout et détail d’une tête de femme drapée, 1920, fusain et pastel sur papier, 88 × 52,5 cm[27].
- Paris :
  - musée de l'Armée : Cimetière à Benay, près de Saint-Quentin, 1917, huile sur toile.
  - musée d'Orsay :
    - Montée au Calvaire, 1889, huile sur toile, 41 × 32,5 cm ;
    - Le Christ vert, 1890, huile sur carton
    - Tache de soleil sur la terrasse, 1890, huile sur carton, 23,3 × 20 cm ;
    - Les Muses, 1893, huile sur toile, 171,5 × 137,5 cm ;
    - Paysage aux arbres verts, ou Les Arbres verts, ou Les Hêtres de Kerduel, 1893, huile sur toile, 46 × 43 cm ;
    - Portrait d'Yvonne Lerolle, 1897, huile sur toile, 170 × 110 cm ;
    - Maternité à la fenêtre, vers 1899, huile sur toile, 70 × 46 cm ;
    - Hommage à Cézanne, 1900, huile sur toile, 180 × 240 cm ;
    - Jeu de volant, 1900, huile sur toile, 128 × 301,5 cm ;
    - Vue du Forum, 1904, huile sur bois 45 × 71 cm ;
    - Degas et son modèle, 1906, huile sur toile ;
    - Le Paradis, 1912, huile sur bois, 50 × 75 cm ;
    - L'Annonciation, 1913, huile sur toile, 98 × 124 cm
    - Fonds de photographies par Maurice Denis.

  - Petit Palais :
    - Intimité, 1903 ;
    - Soir florentin, la Cantate, et Baigneuses, fragments de l’hôtel Stern à Paris ;
    - Baigneuses à Perros-Guirec, 1909, dédicacé à Georges Lacombe ;
    - Baigneuses, plage du Pouldu, 1899.
    - Jeu de volant, (donation Jean-Marie Rouart, 2021)
    - Jeux Nausicaa, 1914? (donation Jean-Marie Rouart, 2021)
- Pont-Aven, musée de Pont-Aven :
  - Les Feux de la Saint-Jean à Loctudy, 1895, huile sur carton ;
  - Hommage à Notre-Dame-du-Folgoat (Folgoët), 1921, huile sur carton ;
  - Baigneuses à Port-Blanc, 1925, huile sur toile.
- Quimper, musée des Beaux-Arts : La Vierge du Folgoët, 1930, huile sur toile.
- Reims, musée des Beaux-Arts :
  - Noli me tangere, 1920, huile sur toile, 150,5 × 54 cm.
- Rennes, musée des Beaux-Arts :
  - Les Premiers Pas, 1911 ;
  - Joël au cheval de bois, vers 1897, huile sur toile, offert par l'artiste à madame Blanche Clouard, mère de l'enfant[28].
- La Rochelle, musée des Beaux-Arts : La Boutique.
- Troyes, musée d'art moderne: La meilleure part
- Vernon, musée Alphonse-Georges-Poulain : Prise de voile, 1933, huile sur carton, 48 × 61,5 cm.
- Saint-Germain-en-Laye, musée départemental Maurice-Denis :
  - L'Échelle dans le feuillage, 1892, huile sur toile marouflée sur panneau de bois.
  - Madame Ranson au chat, 1892, huile sur toile.

#### Russie
- Saint-Pétersbourg, musée de l'Ermitage : Marthe et Marie, 1896, 77 × 116 cm.

#### Suisse
- Genève, Petit Palais :
  - Plage au canot et à l'homme nu, 1924 ;
  - Les Baigneurs à Perros-Guirec.

### Œuvres non localisées
- L'Annonciation à Fiesole dite Annonciation aux chaussons rouges, 1898, huile sur toile signée du monogramme et datée en bas à gauche[29]
- Le Pardon de Guidel, 1904, huile sur toile[30]
- La résurrection de Lazare, 1919, huile sur toile, signée et datée en bas vers la gauche[29]
- Baigneuses à la mare aux sangliers, Huelgoat, vers 1928, huile sur toile, 72 × 106 cm[31]
- Le chœur, étude pour un tondo du Théâtre des Champs-Élysées, sanguine, craie blanche et fusain sur papier contrecollé sur papier avec mise aux carreaux, signée en bas vers le milieu[29].

### Illustration
- André Gide, Le Voyage d'Urien, 30 lithographies, publié par Edmond Bailly, Librairie de l'Art indépendant, 1893.
- Vita nova de Dante Alighieri traduction par Henry Cochin, 1907.
- Tancrède de Denis Visan, Lettres à l'Élue, confession d'un intellectuel, avec une lithographie de Maurice Denis tirée sur Chine dans 1 volume in-8° broché, couverture rempliée, Paris, Messein (anc. Vanier), 1908.
- Elsa Koeberlé Décors et chants. Frontispice de Maurice Denis. Mercure de France, 1909. (SUDOC 107665247)
- Paul Verlaine, Sagesse, publié par Ambroise Vollard, 1911.
- Vingt-cinq sanguines, dessins rehaussés et dessins, d'André Pératé, 1918.
- Ugolino da Brunforte, Les Petites Fleurs de saint François d’Assise, traduction d’André Pératé, Paris, 1919

### Publications
- Théories, 1890-1910. Du symbolisme et de Gauguin vers un nouvel ordre classique, 1912.
- Nouvelles Théories sur l’art moderne, sur l’art sacré. 1914-1921, 1922.
- Carnets de voyage en Italie, 1921-1922, 1925.
- Henry Lerolle et ses amis, suivi de Quelques lettres d’amis, 1932.
- Charmes et Leçons de l’Italie, 1933.
- Histoire de l’art religieux, Flammarion, 1939, Prix Hercule-Catenacci de l'Académie française.
- Paul Sérusier. ABC de la peinture. Suivi d’une Étude sur la vie et l’œuvre de Paul Sérusier, 1942.
- Journal, Tome I : « 1884-1904 » ; Tome II : « 1905-1920 » ; Tome III : « 1921-1943 », 1957.
- Correspondance Jacques-Émile Blanche - Maurice Denis : 1901-1939, édition établie, présentée et annotée par Georges-Paul Collet, 1989.
- Le Ciel et l’Arcadie, textes réunis, présentés et annotés par Jean-Paul Bouillon, 1993.
- Maurice Denis et André Gide : Correspondance (1892-1945), éd. P. Masson et C. Schäffer, Paris, réédition :  Gallimard, 2006, 418 p.
- Écrits sur les Nabis, préface, établissement des textes et annotations de Juliette Solvès, Éditions Fata Morgana, 2022 •  (ISBN 978-2-37792-122-5)

## Expositions
- 1963 : musée Toulouse-Lautrec, Albi, du 28 juin au 29 septembre, Aquarelles. dessins, lithographies
- 2010 : musée Bunkamura de Kitakyushu et au musée des Beaux-Arts de Hiroshima au Japon, Toulouse Lautrec et ses amis, Portrait de Madame Ranson au chat.
- 2013 : « Maurice Denis au fil de l'eau », Festival Normandie Impressionniste 2013, Granville, musée d'Art moderne Richard-Anacréon.

## Récompenses et distinctions
- Commandeur de la Légion d'honneur (1926).
- Membre de l'Académie des beaux-arts en 1932.

## Extraits de sonJournal
- « Et puis je ferai de l’Art, de l’Art de masse, en tout et partout. Je me gorgerai, je m’enivrerai de cette pure et sainte jouissance, de cette douce vie, si désirée, d’artiste. » (Journal, 30 juillet 1885)
- « Se rappeler qu’un tableau, avant d’être un cheval de bataille, une femme nue ou une quelconque anecdote, est essentiellement une surface plane recouverte de couleurs en un certain ordre assemblées. » (« Définition du néo-traditionnisme », revue Art et Critique, 23 et 30 août 1890)
- « Jamais la nature ne m'a paru plus belle qu'à Perros. » (Perros-Guirec, en face de la plage de Trestrignel, plaque commémorative sur sa maison).

## Correspondance
Plus de 15 000 documents, dont la plupart sont de la correspondance, conservés au musée Maurice-Denis, ont été numérisés et mis en ligne sur le site des archives départementales des Yvelines.

## Élèves
- Alix Aymé
- Yves Alix
- Jean Berque
- Étienne Bouchaud (vers 1916-1918)
- Robert Boulet
- Louis Bouquet
- Jack Chambrin
- Roger de la Corbière
- Jean Dreyfus-Stern
- André Even, en 1942
- Odette des Garets
- Édouard Goerg
- Alice Halicka
- Raymonde Heudebert
- Paul de Laboulaye
- Philippe Lejeune
- Tamara de Lempicka
- Robert Lotiron
- Pauline Peugniez
- François Quelvée
- Etienne Ret
- Maurice Rocher
- Suzanne Roger
- Gaston-Louis Roux
- Georges Sabbagh
- Jean Souverbie
- Paul Véra

Œuvres de Maurice Denis
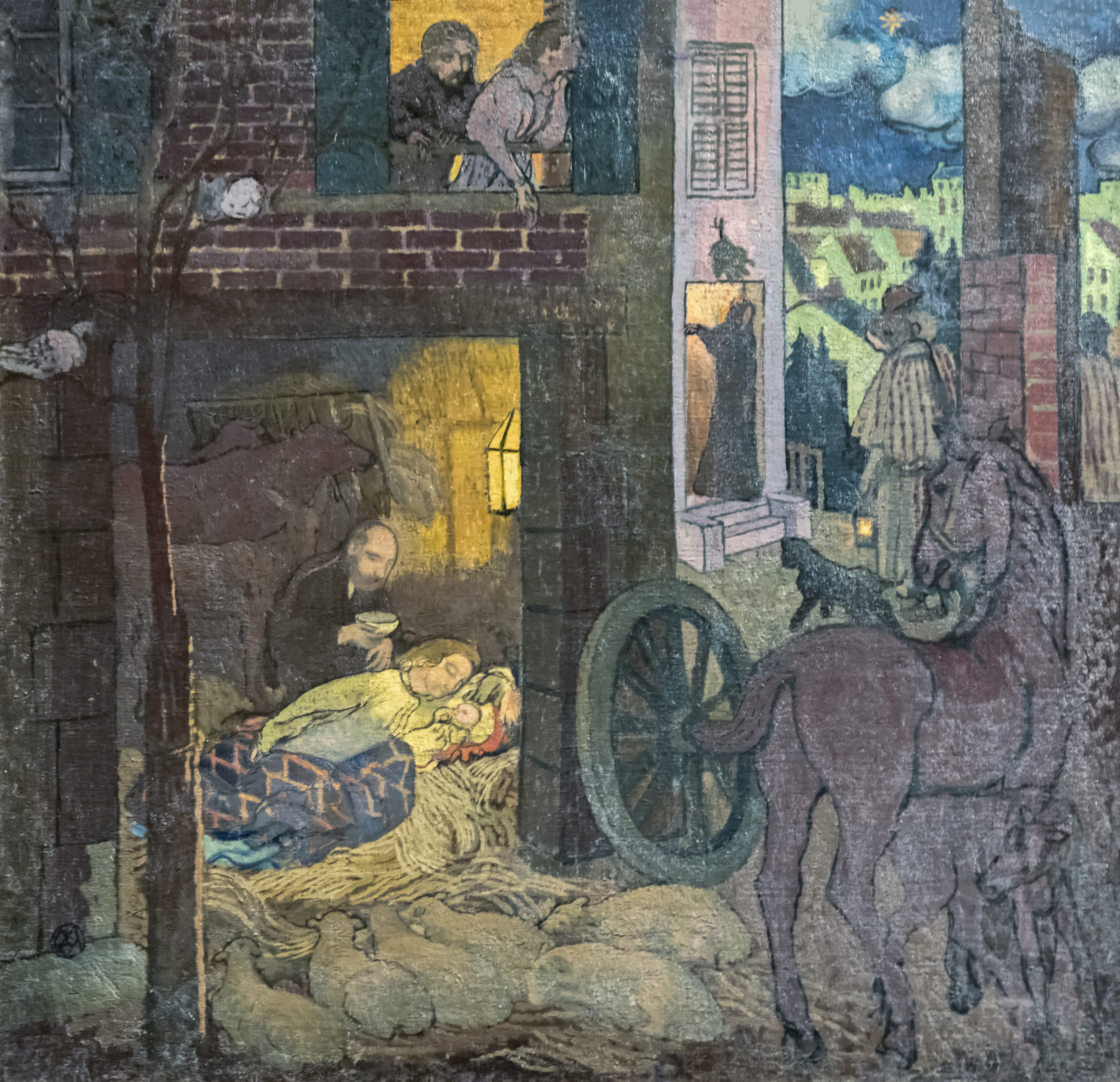
Nativité (1894), huile sur toile, 95 × 89 cm, Toulouse, musée des Augustins.
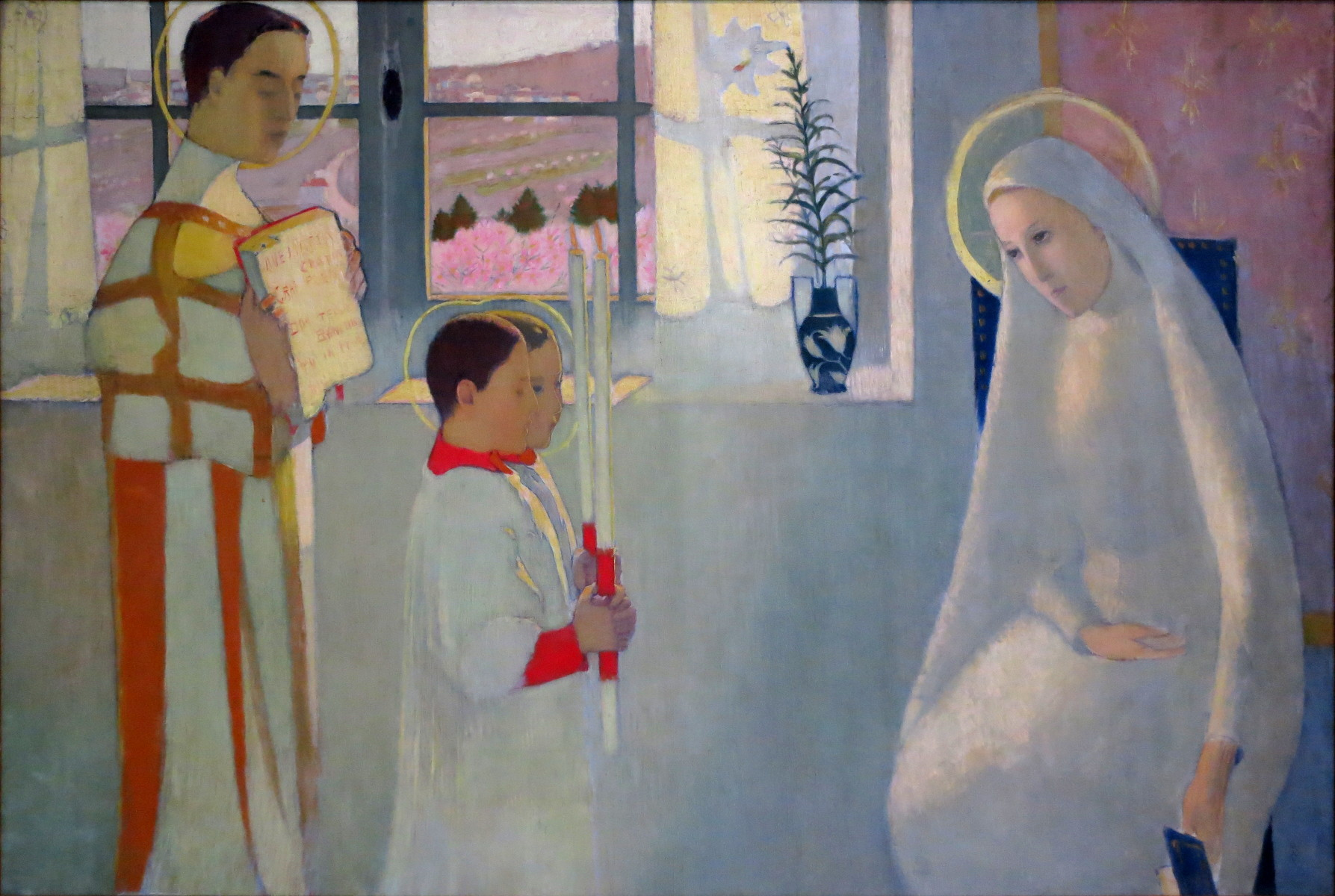
Le Mystère catholique (1889), huile sur toile, 97 × 143 cm, Saint-Germain-en-Laye, musée Maurice Denis.
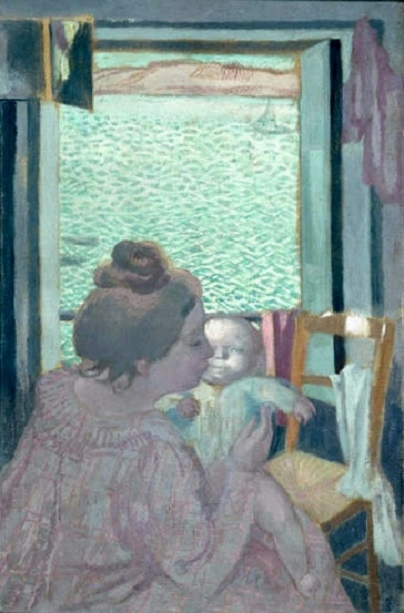
Maternité devant la mer ou Maternité au Pouldu (1899), musée des beaux-arts de Pont-Aven.
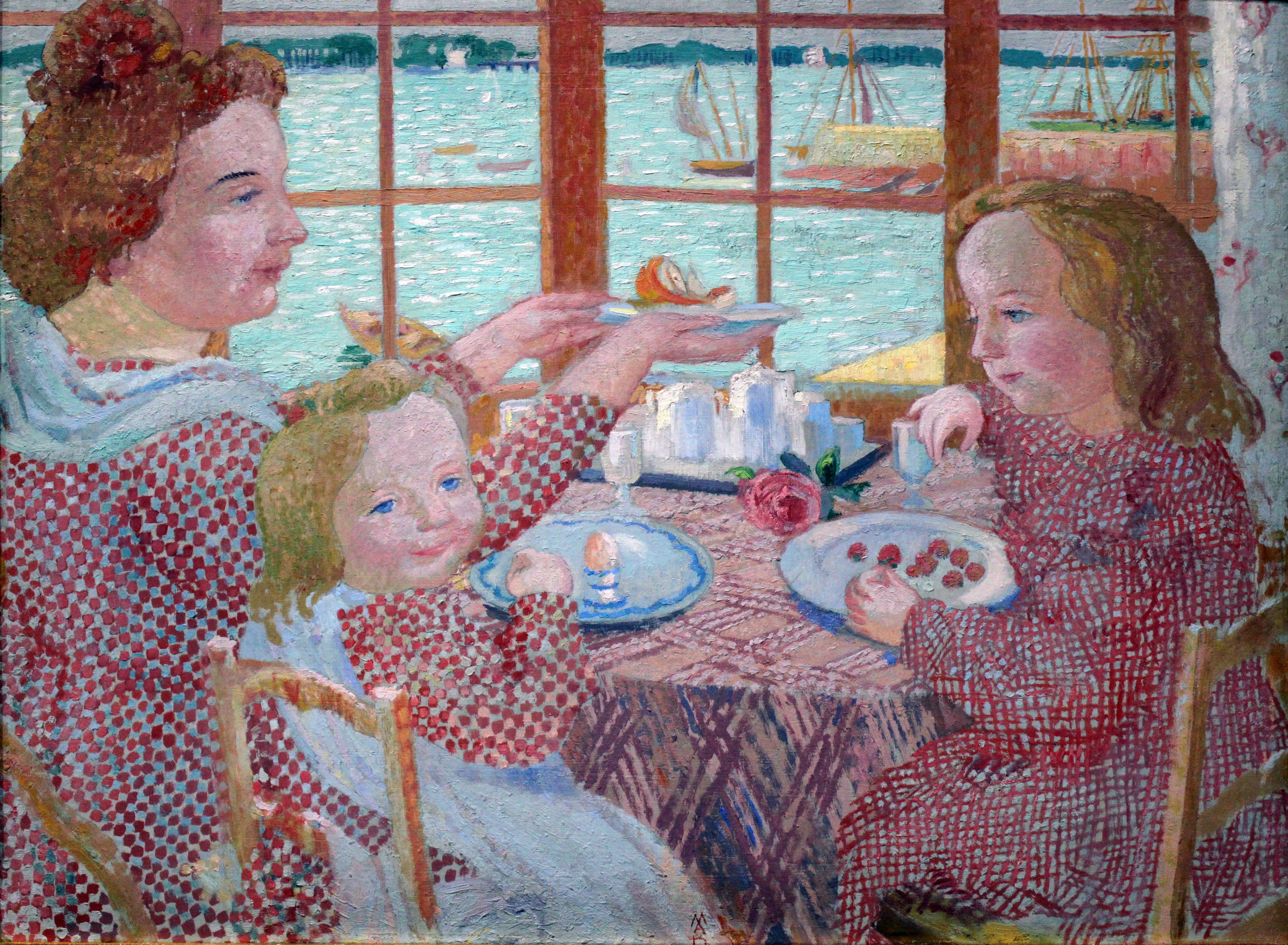
Petit Déjeuner (1901), huile sur carton, 51,3 × 66,5 cm, Francfort-sur-le-Main, Institut d’art Städel.
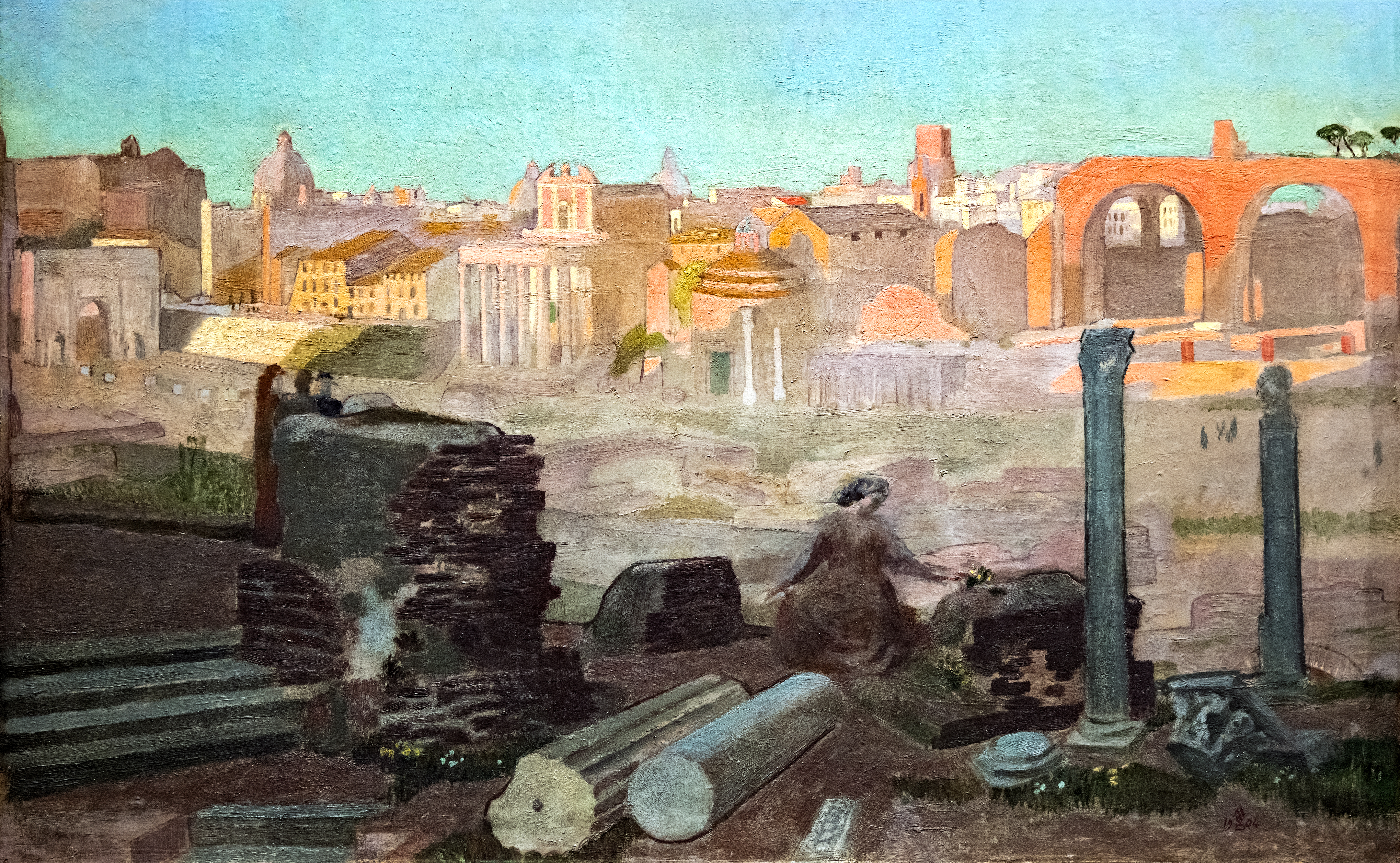
Vue du Forum, 1904, 45 × 71 cm, Huile sur toile, Paris, musée d'Orsay.
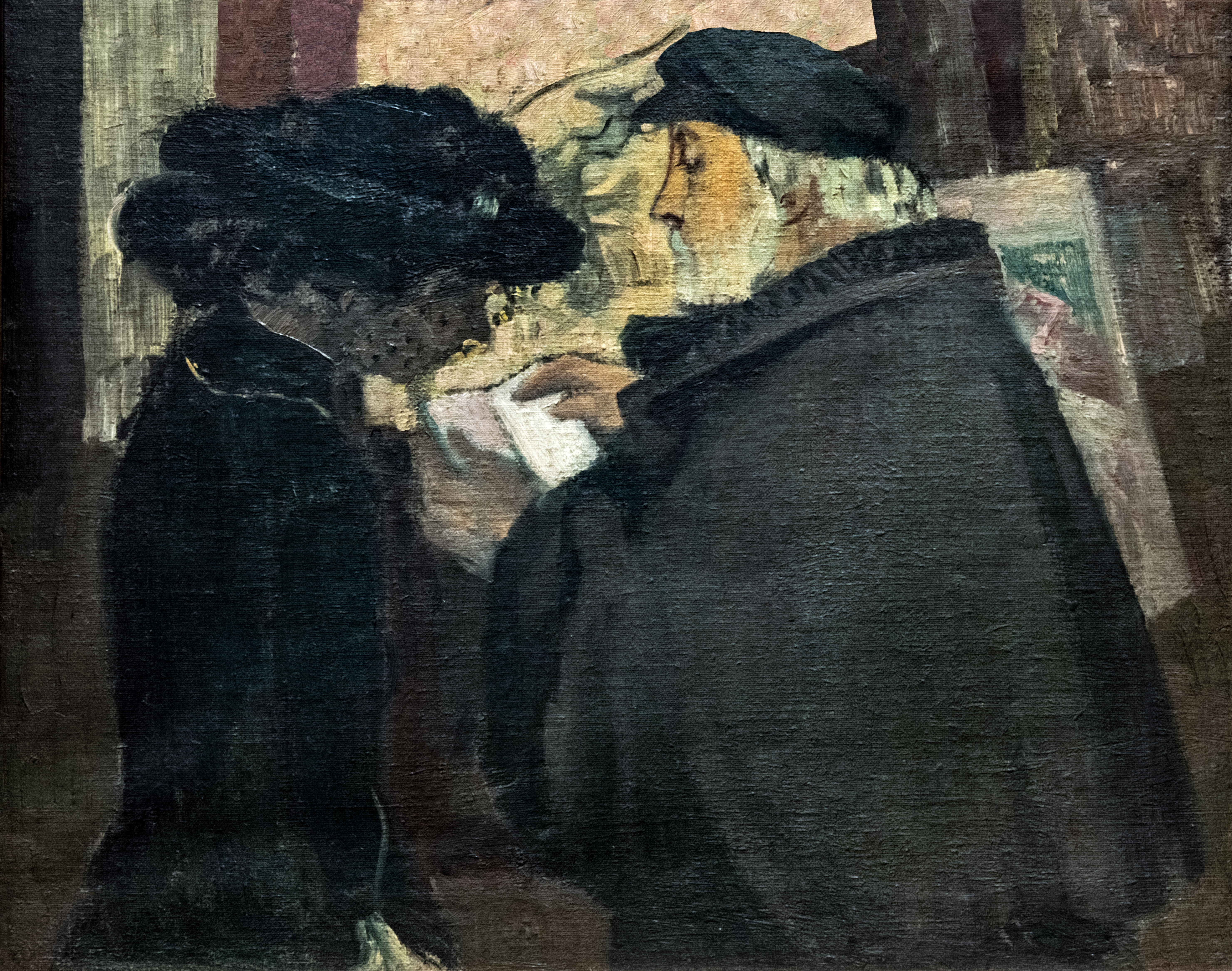
Degas et son modèle, 1906; huile sur toile, Paris, musée d'Orsay.
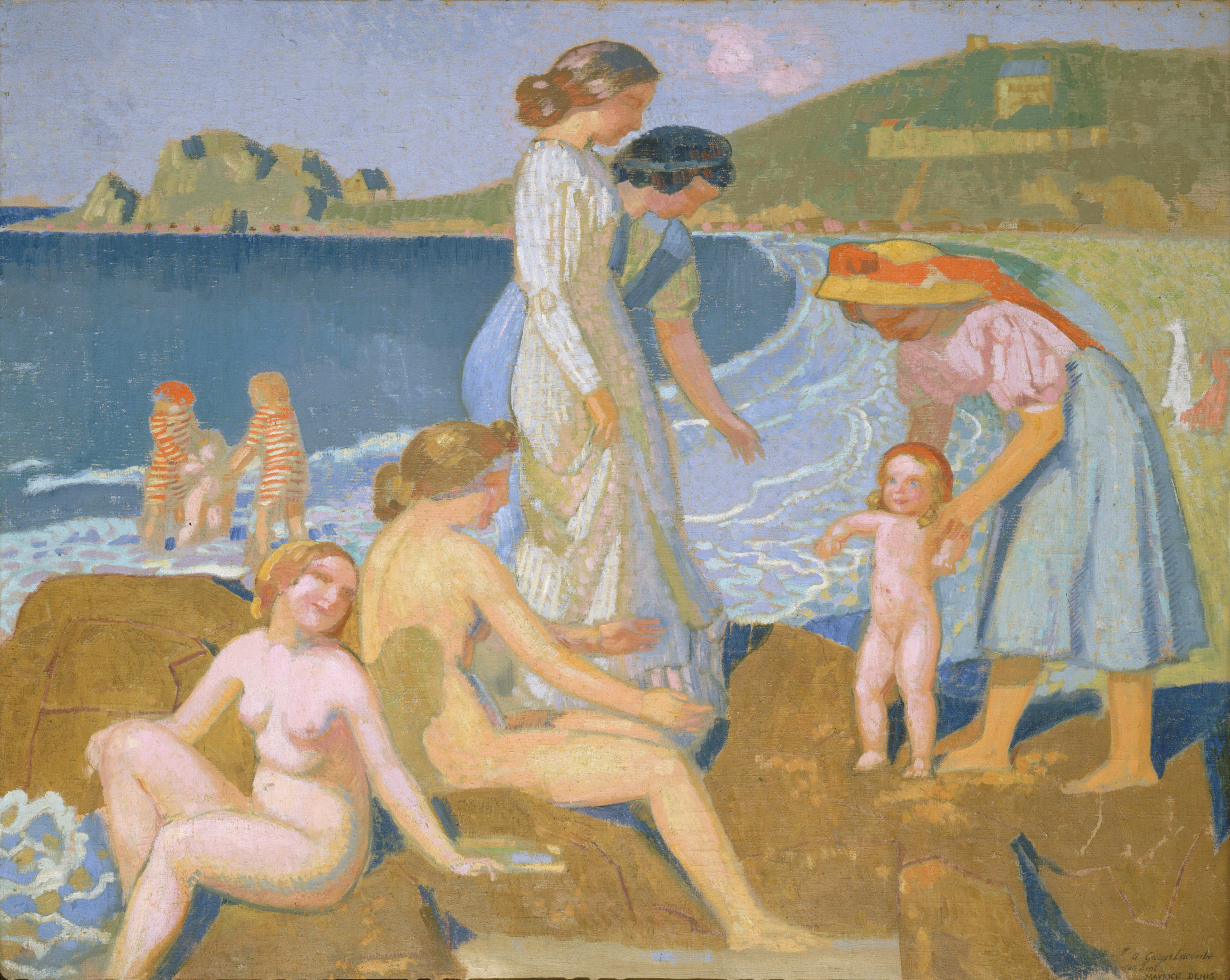
Baigneuses à Perros-Guirec (vers 1909), huile sur toile, 98 × 122 cm, Paris, Petit Palais.
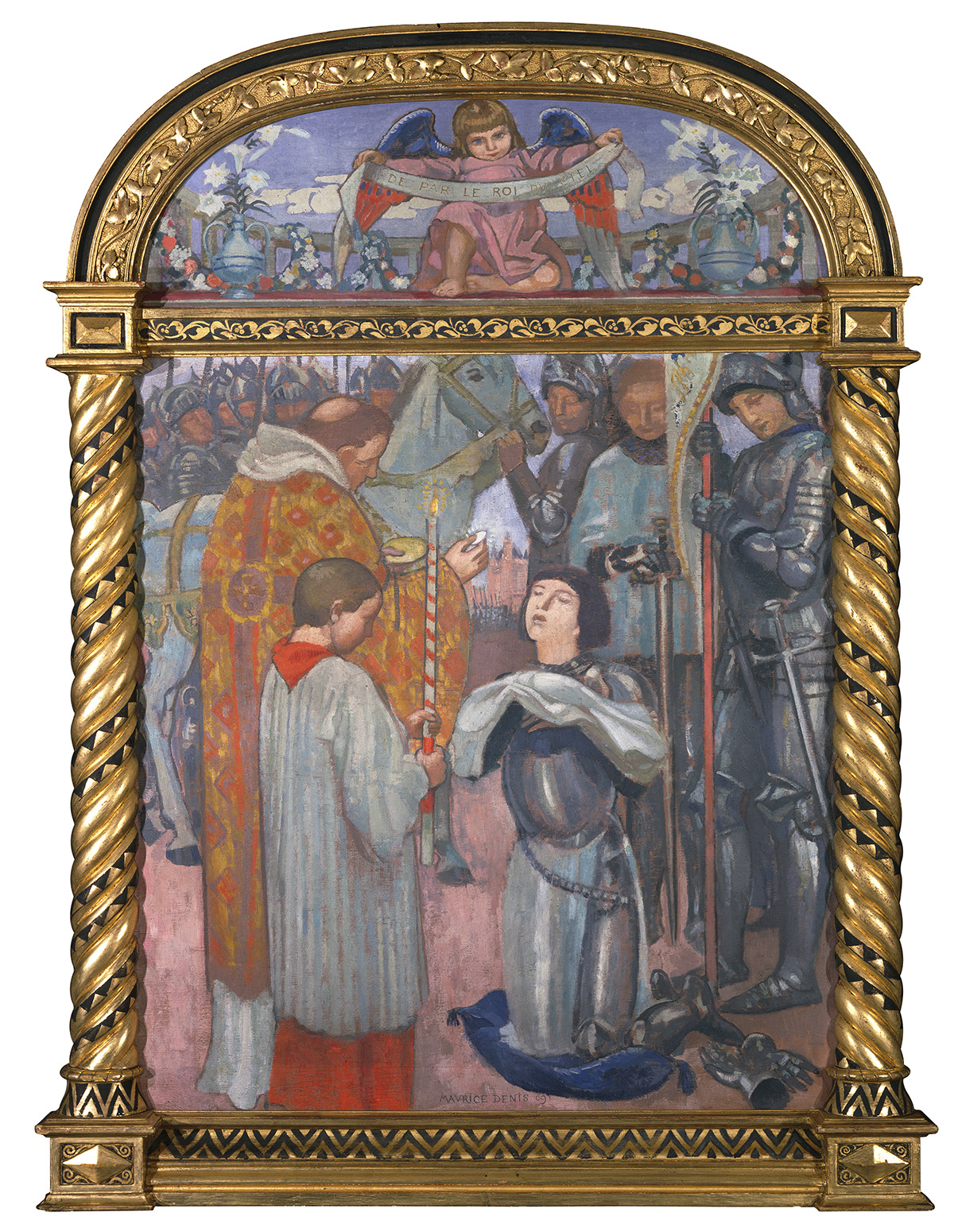
La Communion de Jeanne d'Arc (1909), huile sur toile, musée des beaux-arts de Lyon.
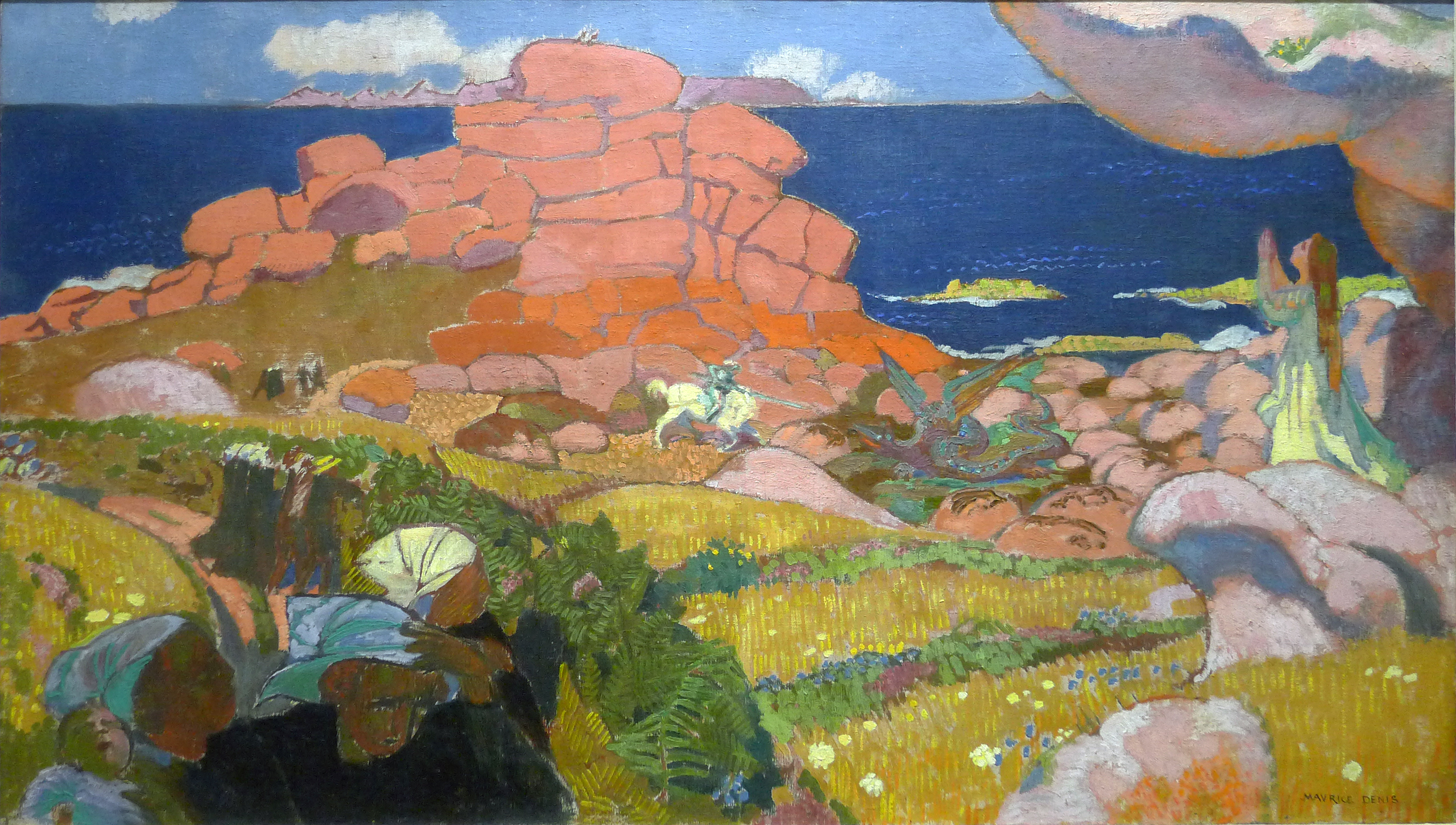
Saint Georges aux rochers rouges (1910), musée des Beaux-Arts d'Angers.
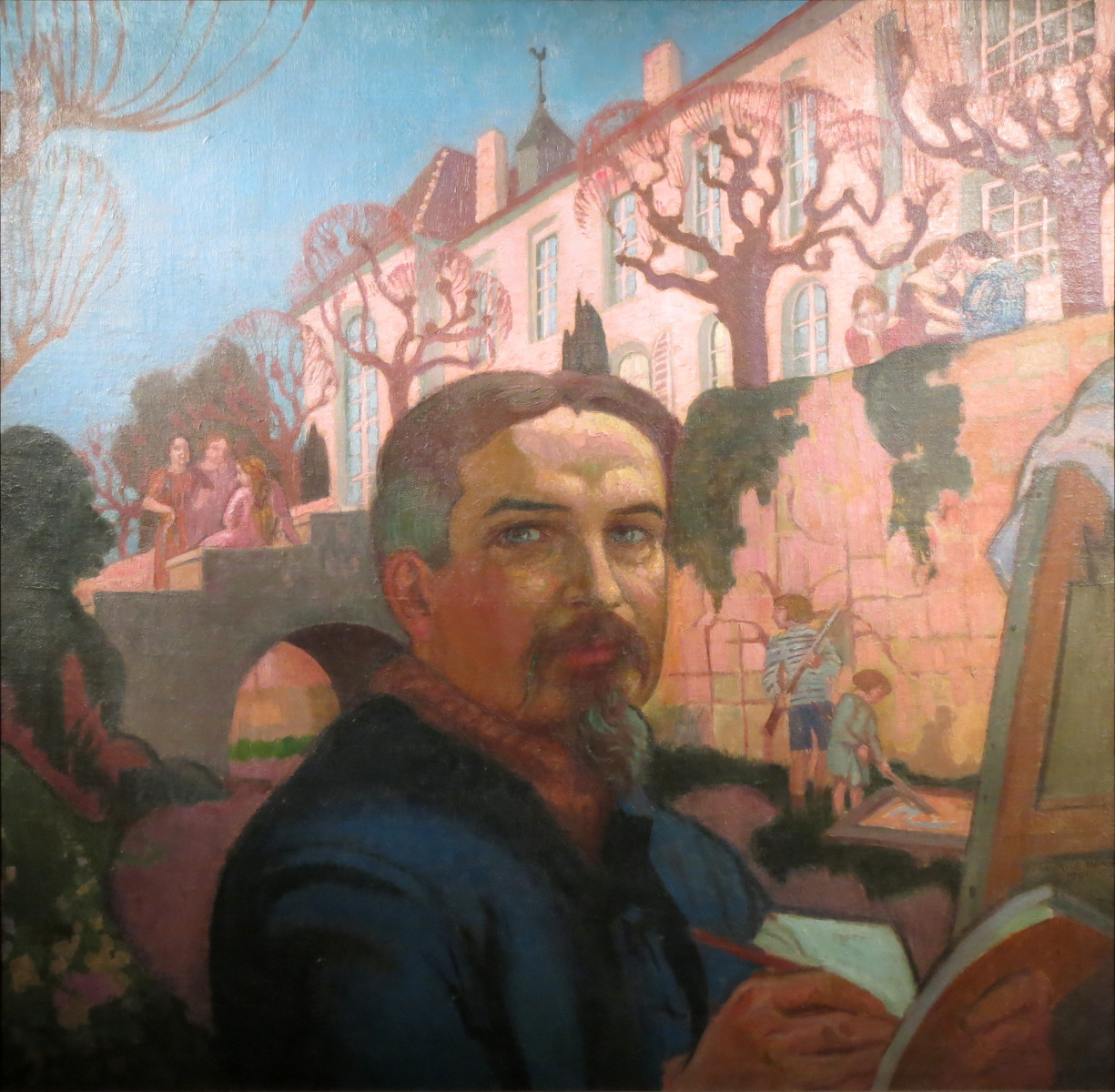
Autoportrait devant le Prieuré (1921), Saint-Germain-en-Laye, musée départemental Maurice-Denis.
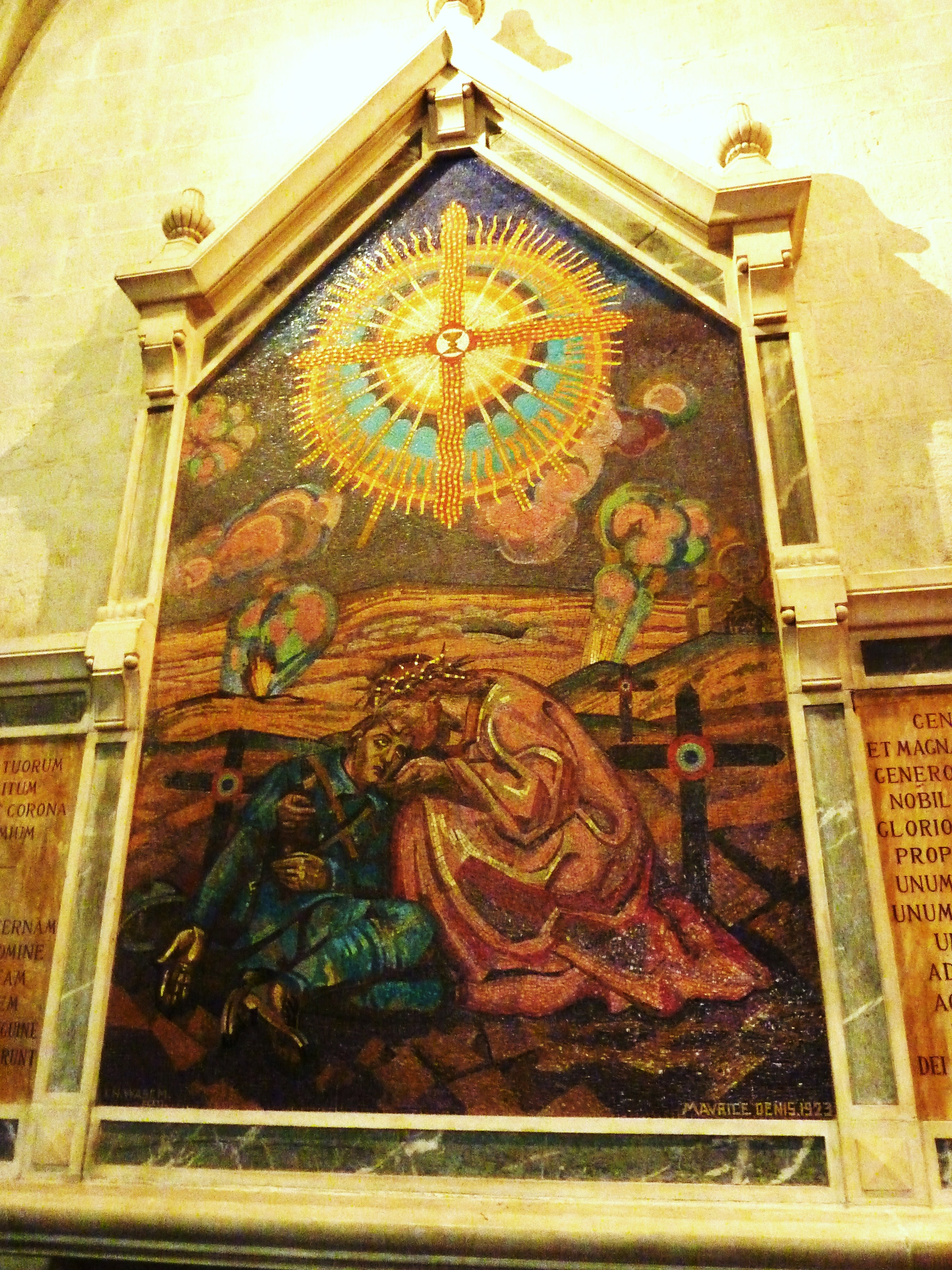
Cathédrale Saint-Corentin de Quimper : mosaïque de Charles Wasem d'après un carton de Maurice Denis (1923).
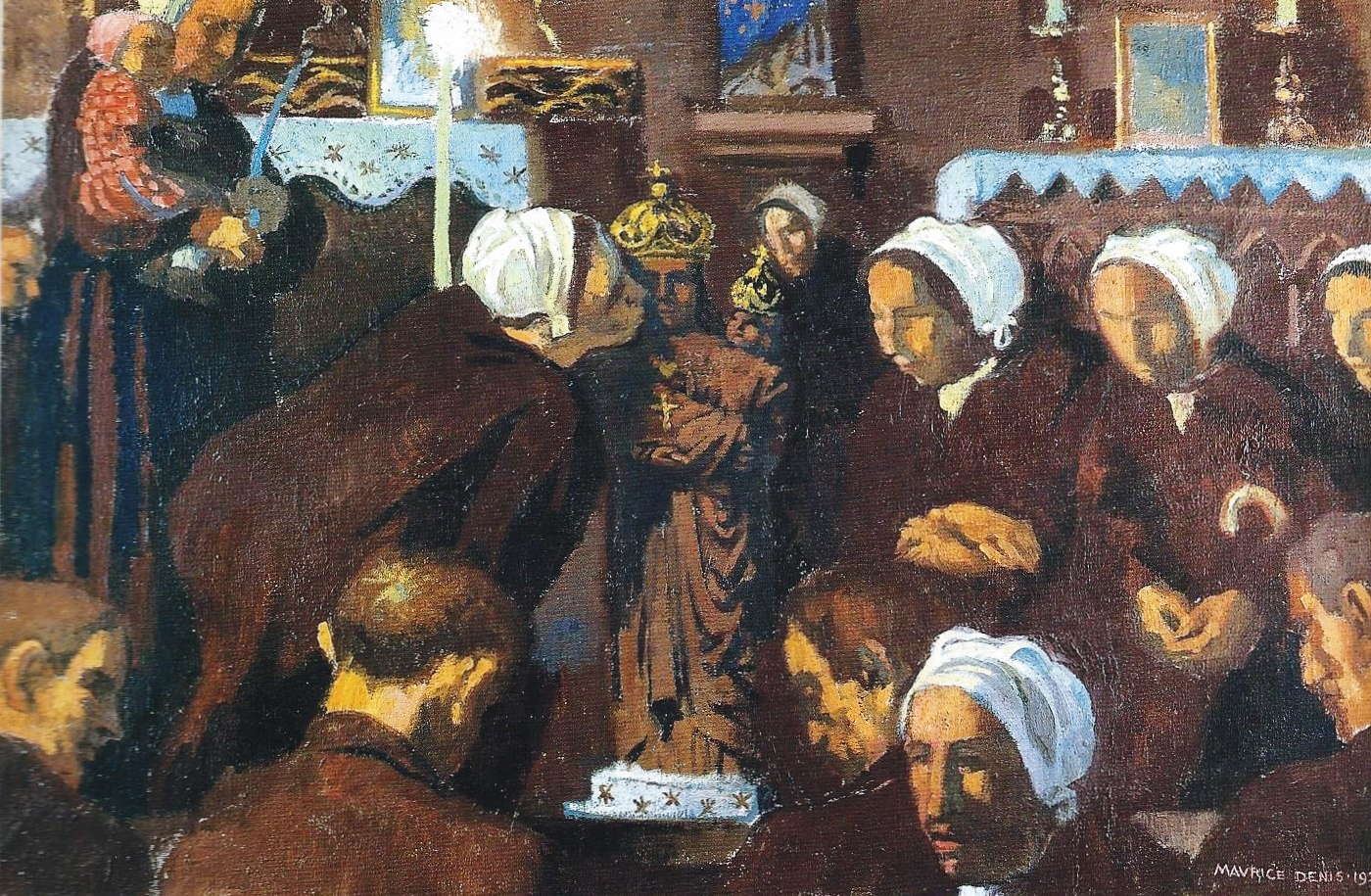
La Vierge du Folgoët (1930), musée des beaux-arts de Quimper.
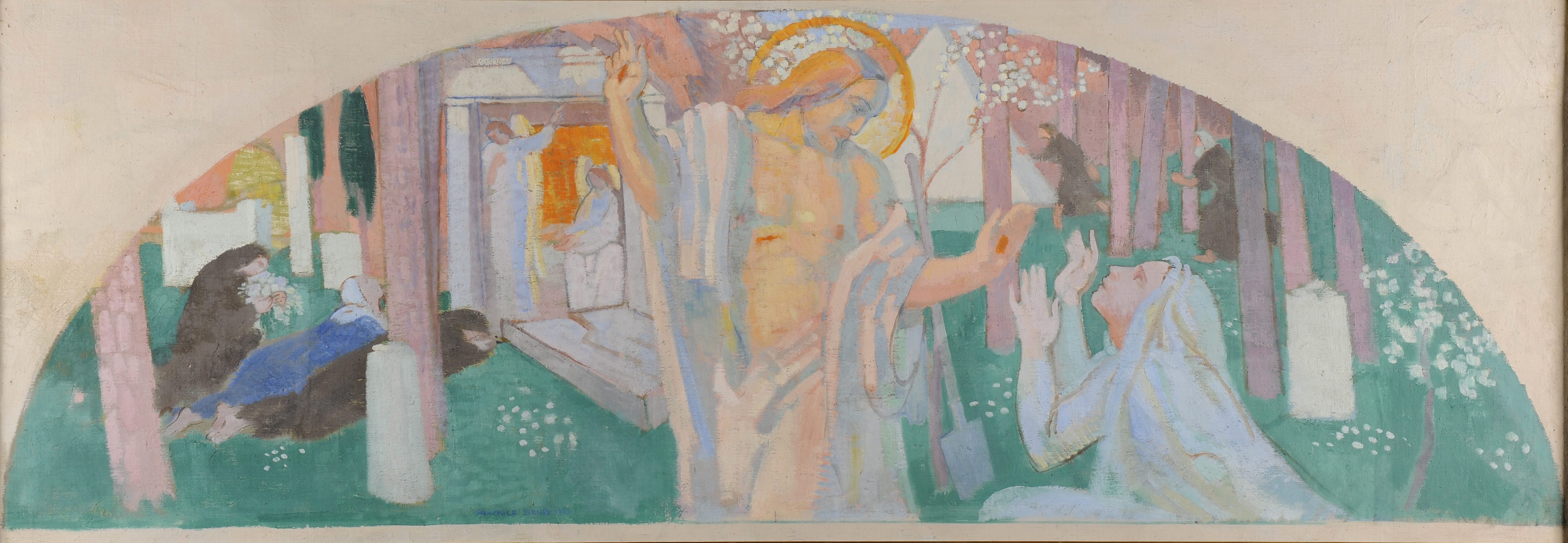
Noli me tangere (1920), legs de Paul Jamot au musée des beaux-arts de Reims.

### Iconographie

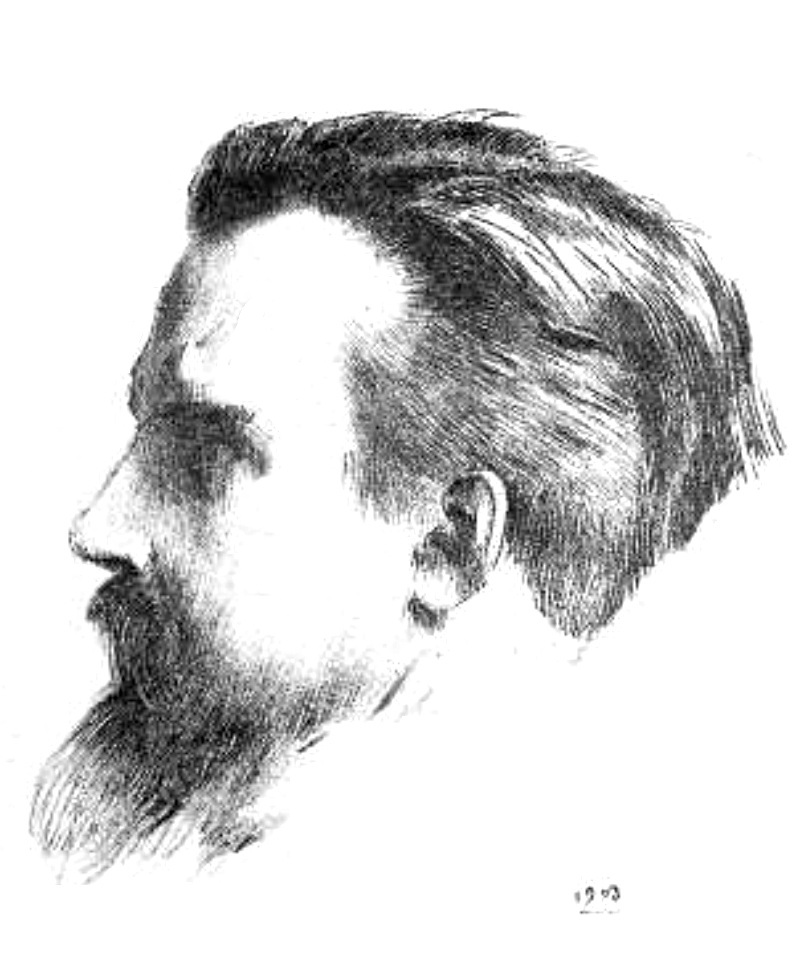
Odilon Redon, Maurice Denis (1903), lithographie.